# Prytanée national militaire

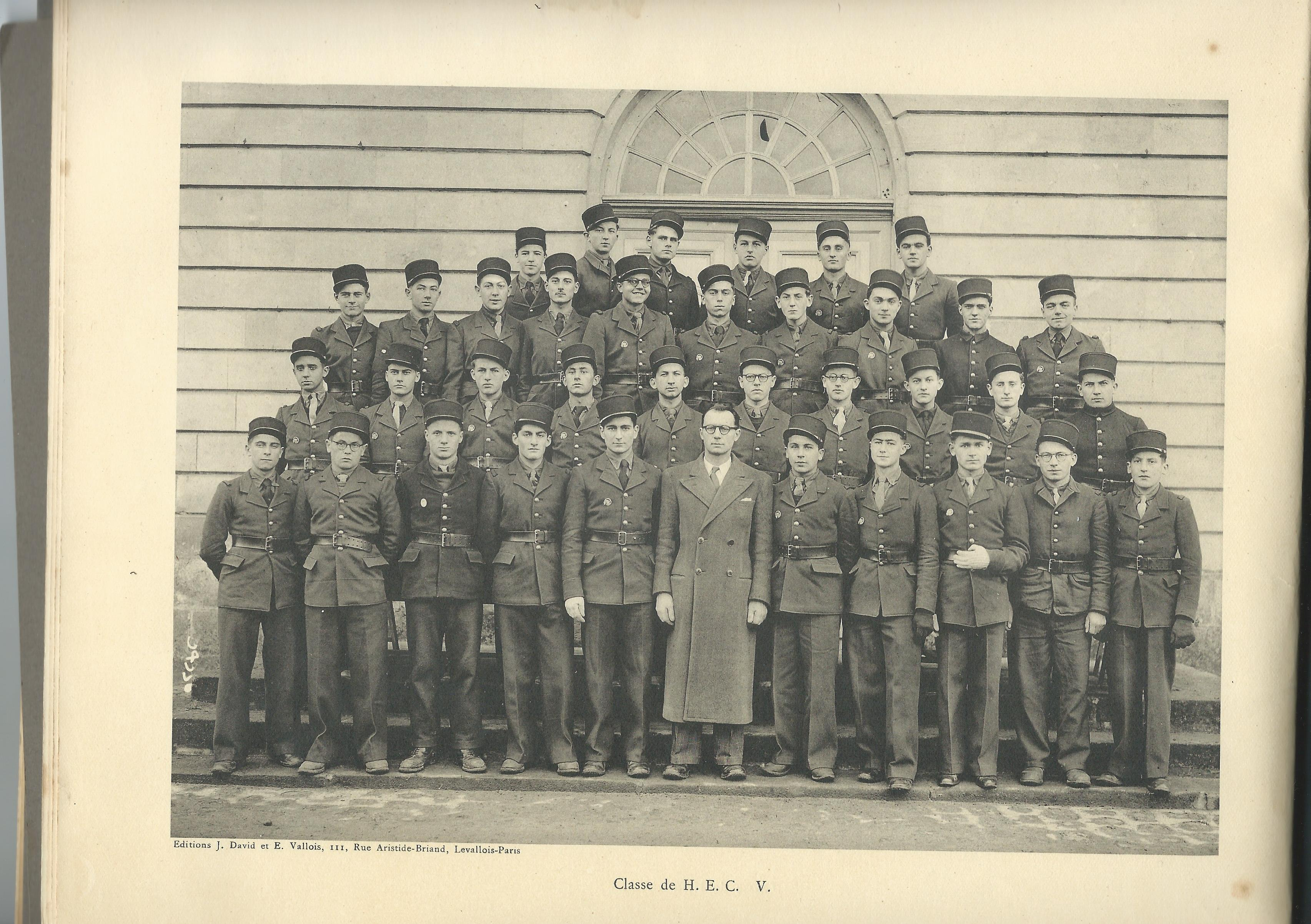
Classe du Prytanée militaire de La Flèche.

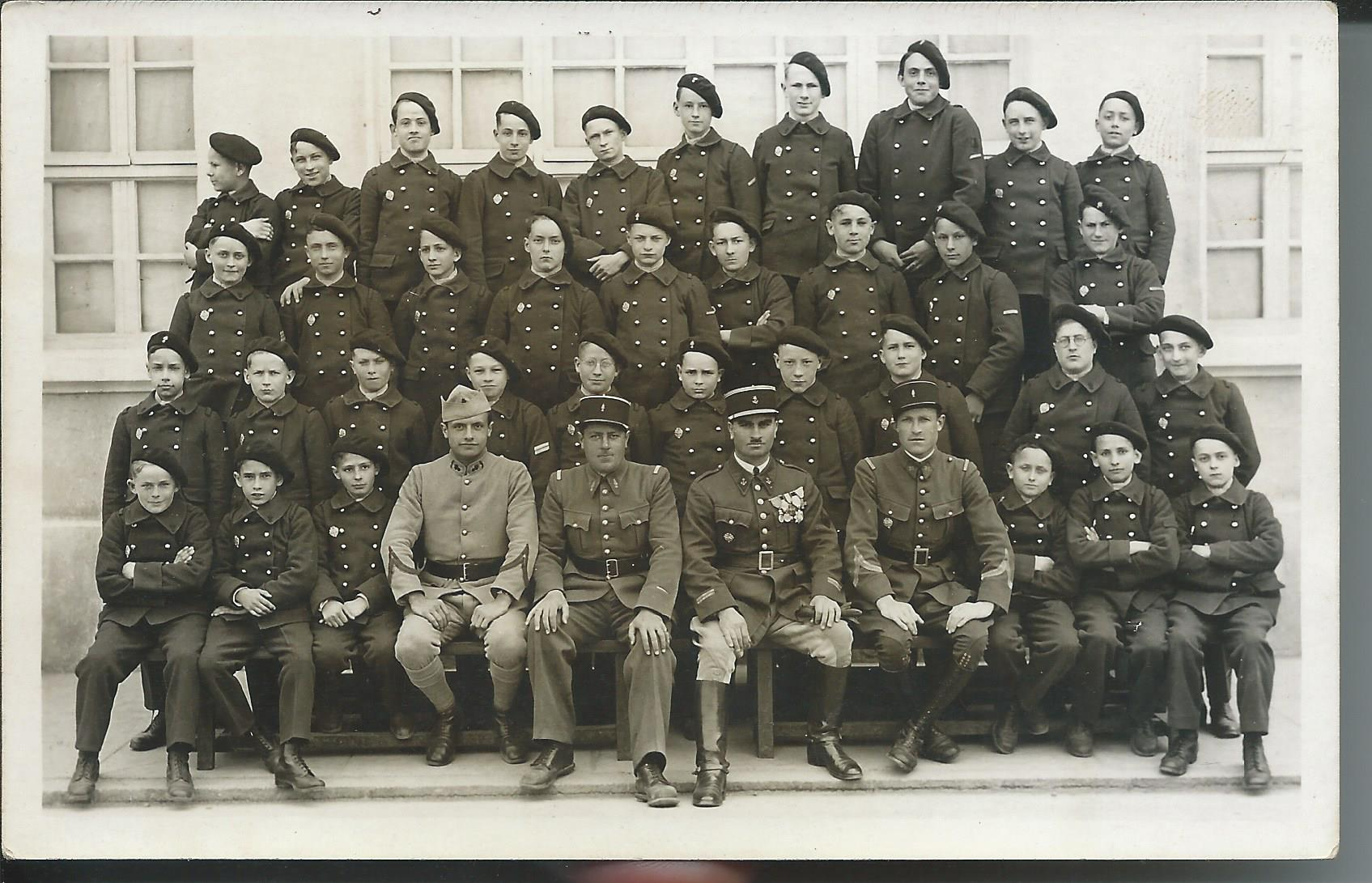

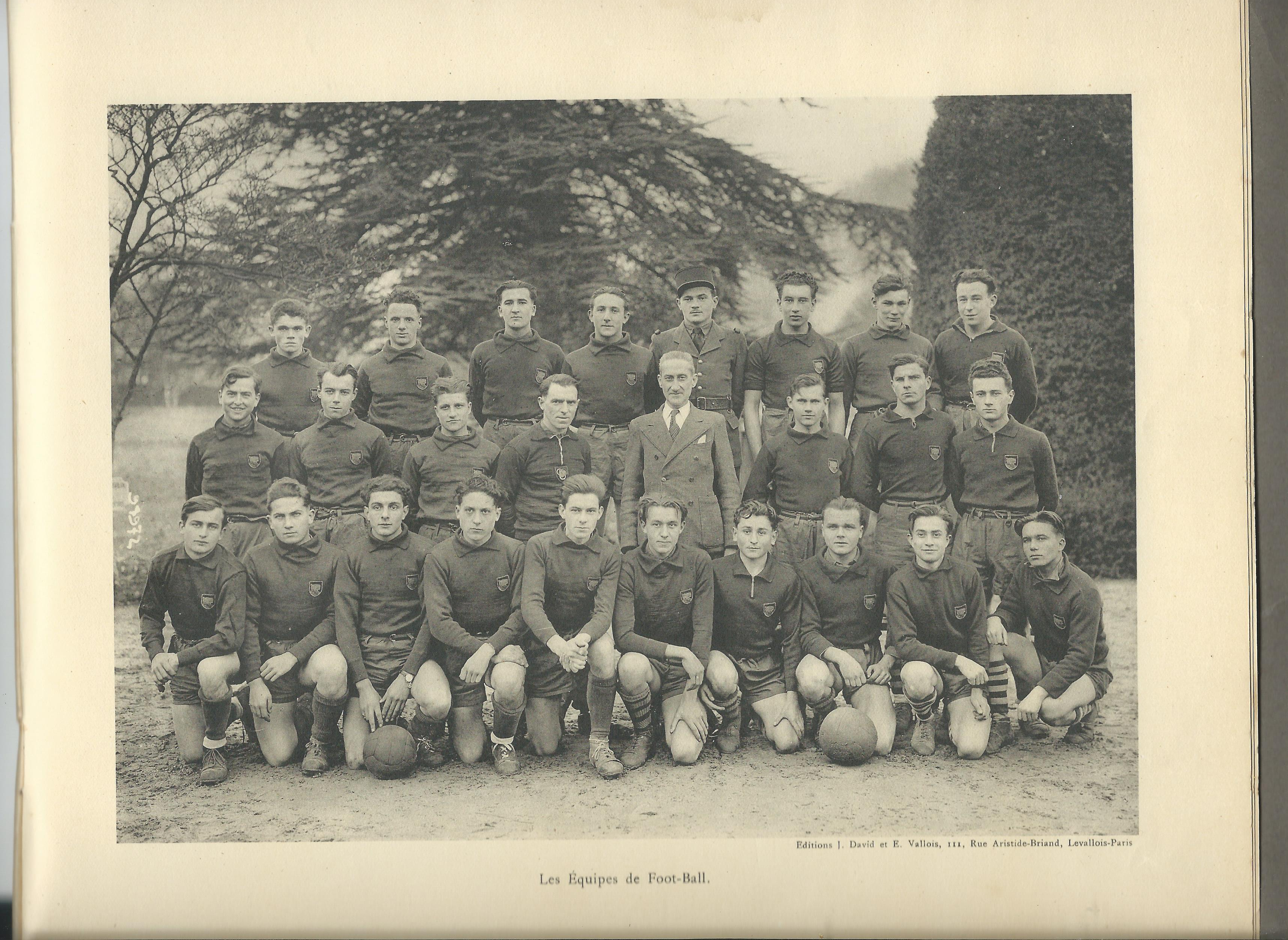
Prytanée militaire de La Flèche année scolaire 1943-1944 : l'équipe de foot.

Le Prytanée national militaire est l’un des six lycées de la Défense français. Cette école est située à La Flèche dans le département de la Sarthe dans la région des Pays de la Loire, dans le Maine angevin.
Une institution éducative est fondée en 1604 par le roi Henri IV et confiée aux jésuites dans le but d’« instruire la jeunesse et la rendre amoureuse des sciences, de l’honneur et de la vertu, pour être capable de servir au public » ; elle cesse d'exister lorsque les jésuites sont bannis de France (1763). Les bâtiments sont utilisés pour le Prytanée (voulu par Napoléon Ier en 1800 mais installé à La Flèche en 1808), et ensuite le Prytanée national militaire.

## Histoire

### DuChâteau-Neufà la fondation du Collège royal

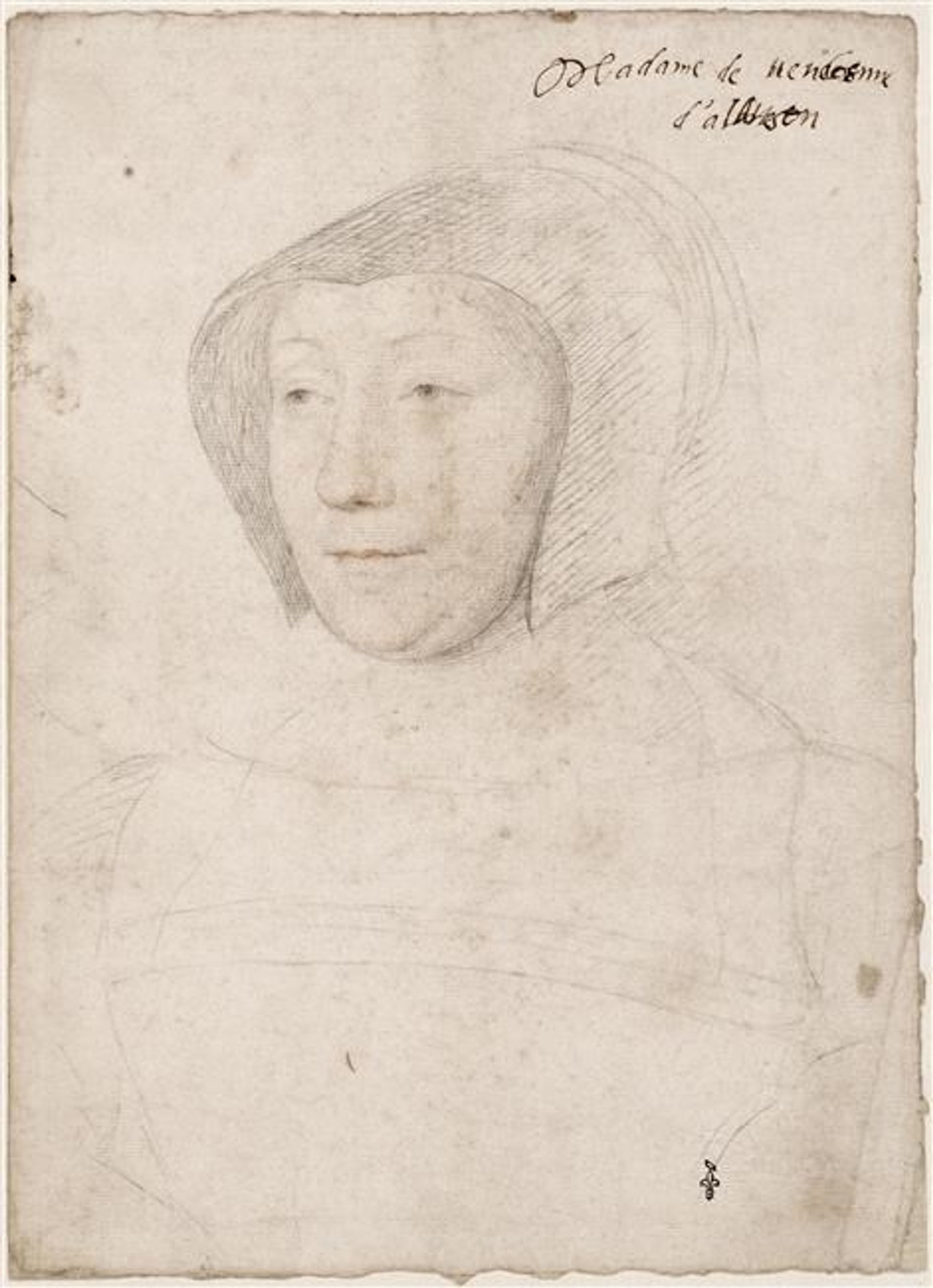
Françoise d'Alençon, duchesse de Vendôme.

Devenue veuve en 1537, Françoise d'Alençon décide de se retirer en sa seigneurie de La Flèche, qu'elle avait reçue en douaire de son mari Charles de Bourbon, duc de Vendôme.
Le vieux château féodal de la ville, actuel château des Carmes, étant trop vétuste et sans confort, Françoise d'Alençon fait construire un nouvel édifice. Le « Château-Neuf » est alors érigé entre 1539 et 1541 en dehors des remparts de la ville, à l'emplacement du Prytanée militaire, en suivant les plans de l'architecte Jean Delespine,. On possède quelques éléments sur le jardin et l'architecture d'origine.
En 1550, après la mort de la duchesse d'Alençon, son fils Antoine de Bourbon hérite de ses possessions. En compagnie de sa femme Jeanne d'Albret, héritière du royaume de Navarre, il séjourne à La Flèche à plusieurs reprises, notamment en février 1552 puis en mai 1553, quelques mois avant la naissance de leur fils, le futur roi Henri IV'.
Le 3 décembre 1603, par des lettres patentes envoyées de Rouen, Henri IV autorise le retour en France des jésuites, qui avaient été bannis par le parlement de Paris en 1594 après l'attentat manqué contre le roi par l'un de leurs anciens élèves, Jean Châtel. Le roi leur permet d'occuper à nouveau les lieux dans lesquels ils étaient établis avant leur départ, ainsi que de s'établir dans d'autres villes. Henri IV leur recommande « particulièrement de se loger en notre maison de La Flèche, en Anjou, pour y établir leur collège ».
Les premiers pères jésuites arrivent à La Flèche au début du mois de novembre 1603, conduits par Pierre Barny, nommé recteur du collège. En janvier 1604, le collège accueille ses premiers élèves et les cours sont donnés par des professeurs venus du collège jésuite de Pont-à-Mousson. Dès sa première année, le collège de La Flèche connaît un certain succès et compte près de 1 000 élèves. Leur nombre s'accroît rapidement dans les années qui suivent.

### Le Collège royal Henri-IV (1604-1762)
« Voulant joindre, autant qu'il nous sera possible, à la valeur et prospérité de nos armes, la piété, l'amour des choses saintes et l'instruction des bonnes mœurs, [...] et jugé que cela dépend en partie de l'éducation, conduite et discipline de la jeunesse, qui se ressent toujours de la première trempe, nourriture et impression qui lui a été baillée dès ses plus tendres années, nous avons résolu de mettre l'une de nos principales sollicitudes à rechercher les moyens de faire prendre de louables teintures à celle de nos royaumes, la faire instruire aux bonnes lectures et la rendre amoureuse des sciences, de l'honneur et de la vertu, autant que faire se pourra »

— Henri IV, édit de fondation du collège.

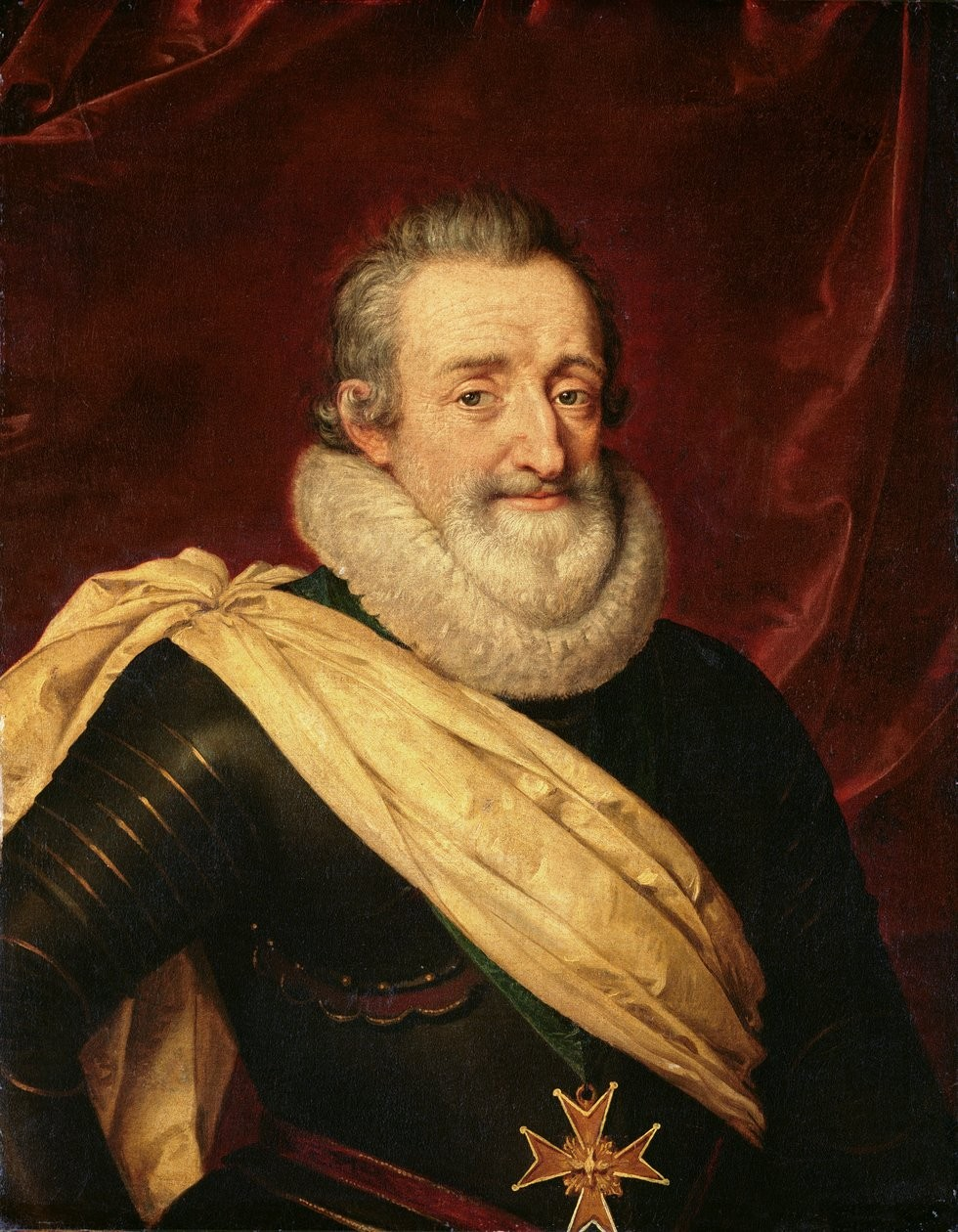
Henri IV, fondateur à La Flèche du collège des Jésuites qui porte son nom.

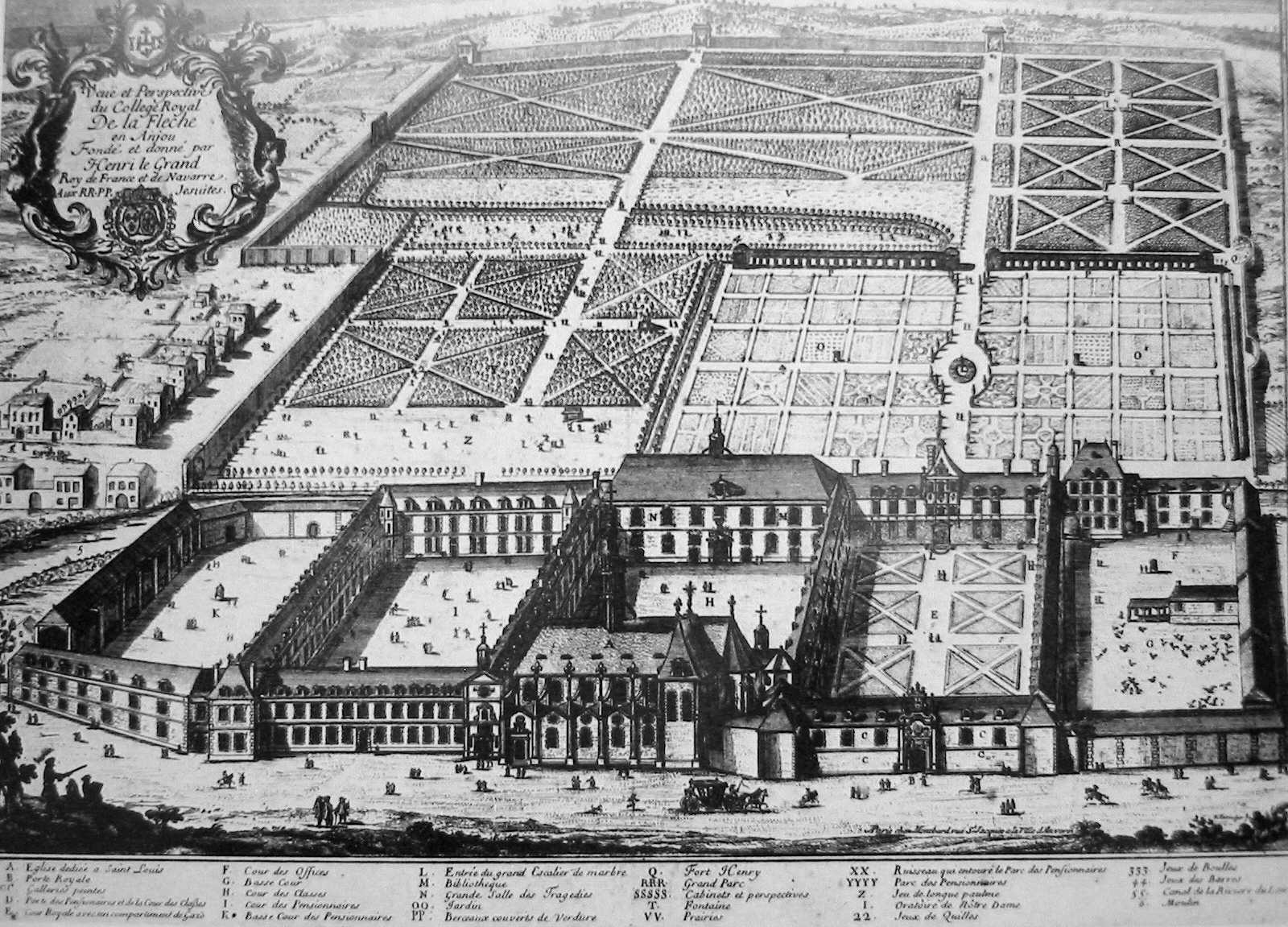
Plan du collège au XVIIe siècle.

En mai 1607, Henri IV signe à Fontainebleau l'édit de fondation du collège de La Flèche, dans lequel il fixe le programme d'enseignement de l'établissement. Il fait ainsi don de son « Château-Neuf » aux Jésuites et leur accorde la somme de 300 000 livres pour la construction de l'établissement, ainsi qu'un revenu annuel de 20 000 livres, tirés des revenus des abbayes de Bellebranche et de Mélinais, des prieurés de Luché, Saint-Jacques et l'Echeneau,. Le roi promet également de faire bâtir l'église du collège et d'y léguer son cœur ainsi que celui de la reine Marie de Médicis après leur mort. Les plans du collège et de l'église sont réalisés par Louis Métezeau, l'architecte du roi, et la première pierre est posée en juin 1607.
Au lendemain de la mort d'Henri IV, Guillaume Fouquet de La Varenne rappelle à la reine la promesse du roi de léguer son cœur au collège. Le cœur du défunt est alors confié aux Jésuites et transporté à La Flèche, où le cortège fait son entrée au matin du 4 juin 1610, commandé par le duc de Montbazon. Une cérémonie est donnée en l'église Saint-Thomas avant que le cœur soit transféré vers le collège. En 1612, le père Étienne Martellange est envoyé à La Flèche par Marie de Médicis pour veiller à l'achèvement des travaux, mis en sommeil en 1611, dont les dépenses sont acquittées sur le trésor royal.
Tout au long du XVIIe siècle, le collège de La Flèche voit son influence s'étendre de plus en plus et devient le plus important des collèges jésuites après celui de Clermont, à Paris. Il atteint le nombre de 1 800 élèves en 1626. Les études suivent le principe du Ratio Studiorum, la charte de l'éducation jésuite promulguée en 1599. Comme dans les autres collèges de la compagnie, l'enseignement est dispensé gratuitement et en latin. Les leçons sont données par des professeurs éminents, les échanges n'étant pas rares avec le collège de Clermont, et recouvrent de nombreux domaines : la grammaire, la rhétorique, la philosophie, les mathématiques, la théologie et l'hébreu. L'influence du collège s'observe sur le plan religieux, avec l'installation à La Flèche de plusieurs autres couvents après l'ouverture de l'établissement, ce qui vaut à cette époque à la ville d'être surnommée la « Sainte-Flèche », mais elle dépasse largement le cadre local : de nombreux pères missionnaires s'y retirent à l'issue de leurs voyages en Nouvelle-France ou en Chine, suscitant parfois les vocations de quelques élèves comme Jérôme Le Royer de La Dauversière, qui consacre sa vie à la fondation d'une colonie baptisée « Ville-Marie » sur l'île de Montréal.
La prospérité du collège ne le prive pas d'un certain nombre de conflits. Pendant 78 ans, les cisterciens de Bellebranche lui contestent la possession de la mense conventuelle de l'abbaye, pourtant octroyée au collège dans l'édit de fondation de 1607. À partir de 1630, un conflit oppose les pères à René, deuxième marquis de la Varenne, en raison du droit réclamé par ce dernier de pêcher dans les douves du Collège et de son refus de payer aux Jésuites les 12 000 livres que son père Guillaume leur avait laissées par testament. Devant l'intransigeance des Jésuites, René et ses gentilshommes prennent les armes, ce qui entraîne la fermeture du Collège pendant plusieurs jours. Après quatre années d'affrontement judiciaire, le conflit est réglé par le paiement d'une somme de mille écus de la part des Jésuites envers le marquis, mettant ainsi fin à un épisode qui avait pris le nom de « guerre des grenouilles ».
Un arrêt du parlement de Paris du 6 août 1761 ordonne la fermeture des établissements tenus par les Jésuites et les condamne par ailleurs à la sécularisation et à la vente de leurs biens. Le collège de La Flèche est ainsi fermé, comme tous les autres collèges de la compagnie dans le royaume. Les pères quittent la ville au début de mois d'avril 1762,.

### L'École de cadets (1764-1776) et le collège royal et académique (1776-1793)
Après le départ des Jésuites, la municipalité est chargée de les remplacer par des professeurs séculiers, et fait appel à d'anciens élèves du collège. Pendant deux années, l'établissement est dirigé par l'abbé Donjon, un ancien professeur de philosophie. En 1764, le duc de Choiseul, ministre de la guerre transforme le collège en une « École de cadets », également appelée « École militaire préparatoire ». Sa création est confirmée par des lettres patentes signées le 7 avril 1764 par Louis XV. Les candidats sont nommés par le roi et doivent prouver au moins quatre degrés de noblesse. L'établissement est ainsi destiné à l'éducation de 250 gentilshommes, dont les plus méritants sont envoyés à l'École royale militaire du Champ de Mars, fondée en 1751 à Paris,. En 1767, l'université de Paris obtient le droit d'inspection et de juridiction sur l'école de La Flèche. De nouveaux cours y sont enseignés, comme l'histoire naturelle, la statistique ou la physique expérimentale. De par la vocation militaire de l'établissement, l'éducation physique y tient une part importante.
En 1776, le comte de Saint-Germain, nouveau ministre de la guerre, décide la suppression de l'école militaire de Paris et de son annexe de La Flèche. Les élèves sont séparés et envoyés dans douze petites écoles militaires, réparties sur tout le territoire du royaume.
Quelques mois plus tard, Louis XVI rétablit le collège et en confie la direction aux prêtres de la doctrine chrétienne, congrégation enseignante fondée en 1592 par César de Bus. Bien que placée sous l'autorité du ministre de la guerre, l'école de La Flèche redevient une école non militaire. Le collège connaît à nouveau la prospérité et les importants revenus des pères Doctrinaires leur permettent d'entreprendre un certain nombre de travaux.
La période révolutionnaire condamne peu à peu l'établissement. En 1790, les preuves de noblesse à l'entrée sont supprimées. L'année suivante, les deux abbayes de Mélinais et de Bellebranche, les prieurés et les propriétés du collège sont vendus comme biens nationaux. Le 9 septembre 1793, un décret ordonne la fermeture immédiate du collège.

### De la Révolution à l'Empire (1793-1808)
En septembre 1793, le conventionnel, représentant en mission, Didier Thirion, de passage à La Flèche, se rend à la chapelle Saint-Louis, fait ouvrir les urnes qui contiennent les cœurs d'Henri IV et Marie de Médicis puis les fait brûler sur la place publique. Un chirurgien fléchois, le docteur Charles Boucher, en récupère quelques cendres, que ses descendants restituent à l'établissement en 1814.
Pendant la période révolutionnaire, les bâtiments du collège connaissent des affectations diverses. Les grandes salles sont transformées en hôpital et en maison de convalescence, une fabrique de salpêtre est installée dans les communs, ainsi qu'un atelier de cordonnerie pour l'armée. L'administration municipale et celle du district de la Flèche y installent leurs bureaux. À partir de juin 1795, la municipalité réunit quelques élèves dans un pensionnat, qu'elle confie à quatre anciens professeur du collège des Doctrinaires. En 1797, le département lui accorde l'autorisation de créer une « école centrale supplémentaire ». En moins de deux ans, elle réunit déjà plus de 200 élèves.
Les démarches entamées auprès du gouvernement aboutissent en juin 1800 à la réunion des biens du collège au Prytanée français, mais le statut de l'école n'évolue qu'en mars 1803, où un arrêté des Consuls accorde le titre d'« école secondaire » à l'établissement, qui reste cependant à la charge de la commune.

### Le Prytanée militaire (1808-1982)
« Le sol de La Flèche, où les mâles rejetons des plus nobles familles ont puisé de tout temps une sève si vigoureuse [...] »

— Pierre Crouzet, Discours prononcé lors de la cérémonie d'inauguration du Prytanée.

#### Règlement et organisation
« Cet établissement sert d'école préparatoire pour les Écoles de Saint-Cyr et de Saint-Germain (cavalerie).
Les élèves sont reçus au Prytanée national militaire depuis l'âge de huit ans jusqu'à douze. Les parents doivent les destiner au service militaire. On leur enseigne les langues anciennes, la rhétorique, les mathématiques, l'histoire, la géographie, l'allemand, l'anglais et le dessin. Ils reçoivent aussi des leçons de danse et d'escrime. On leur apprend aussi les manœuvres d'infanterie et celles du canon de campagne.
Pour être admis, les enfants doivent savoir lire et écrire, avoir une notion des déclinaisons, des conjugaisons et des quatre règles de l'arithmétique. Ils restent au Prytanée jusqu'à dix-huit ans. Les demandes d'admission sont adressées au ministre de la guerre. Les parents y joignent :
1. l'acte de naissance de l'enfant ;
2. un certificat de médecin, attestant qu'il n'a ni infirmité ni vices de conformation, qu'il jouit d'une bonne santé, qu'il a eu la petite vérole ou qu'il a été vacciné ;
3. un certificat délivré par le chef d'une école secondaire ou un professeur attaché à un lycée, constatant que le candidat a l'instruction détaillée ci-dessus.

Les parents qui demandent des places de pensionnaires, ajoutent à ces pièces un certificat du préfet de leur département, pour justifier qu'ils sont en état de payer la pension. Cette pension est de 800 francs par an, non compris une somme de 25 francs, aussi par an, au moyen de laquelle l'établissement fournit à l'élève tous les livres dont il a besoin à mesure qu'il passe d'une classe dans une autre. Les élèves apportent un trousseau coûtant 600 francs environ. La moitié des places du Prytanée sont gratuites ; elles sont destinées aux fils des officiers-généraux et des colonels, et aux fils des officiers de la Garde impériale. Pour les places de pensionnaires, il suffit que les enfants soient destinés à l'état militaire.
À la fin de leurs études, les élèves du gouvernement et les élèves pensionnaires qui se sont distingués dans les classes par leur bonne conduite, leur application et leurs succès, sont envoyés à l'École spéciale militaire de Saint-Cyr, et y sont entretenus aux frais de l'État. Les autres sont placés dans les régiments, avec le grade de sous-officier. L'État pourvoit à l'équipement de ces derniers et aux frais de leur route pour se rendre à leur destination, mais seulement lorsqu'ils sont élèves du gouvernement. Les élèves que leurs parents veulent faire passer à l'École de cavalerie de Saint-Germain, n'y paient, pour leur pension, que 1 500 francs par an, au lieu de 2 400 francs.

#### Le Prytanée sous le Premier Empire
Napoléon Ier voulant faire restaurer pour son usage personnel le château de Fontainebleau, l'École spéciale impériale qui s'y trouvait est transférée à Saint-Cyr dans les locaux du Prytanée militaire. Le Prytanée doit alors lui aussi changer de lieu. Informée de ce projet, la municipalité fléchoise se porte candidate pour accueillir l'établissement, dans l'espoir de retrouver une grande maison d'éducation pour la ville. Le maire de La Flèche Charles-Auguste de Ravenel et son conseil municipal adressent à l'Empereur une notice historique et descriptive du Collège terminée par une supplique. L'empereur y répond favorablement et décide de transférer le Prytanée à La Flèche. Le décret de fondation est signé à Saint-Cloud le 24 mars 1808, et le transfert prévu pour le 1er juin suivant. Le général Bellavène, inspecteur-général des écoles militaires, est chargé d'établir un rapport sur la situation matérielle de l'établissement, et d'entreprendre les réparations les plus urgentes. Le nombre de places est fixé à 400, dont 200 places gratuites aux frais du gouvernement, réservées de préférence à des fils de militaires sans fortune, et 200 places de pensionnaires. À l'ouverture, le 15 juin, le Prytanée compte 240 élèves. Pierre Crouzet, directeur du Prytanée de Saint-Cyr, assure le transfert des élèves du Prytanée français de Saint-Cyr à celui de La Flèche.
Dans les premières années qui suivent la fondation, le Prytanée se trouve dans une situation financière précaire et le nombre des élèves pensionnaires est insuffisant. Pour combler ces manques, Napoléon Ier envoie à La Flèche les boursiers du collège de la Marche à Paris, dont les familles étaient aux colonies, puis des enfants issus de familles nobles des pays annexés à l'Empire. En 1810, le Prytanée accueille ainsi 260 élèves hollandais, allemands, italiens, croates ou illyriens. En 1812, une école d'artillerie accueillant 120 élèves est annexée au Prytanée. De 1808 à 1814, 1 231 élèves sont immatriculés au Prytanée.

#### De la Restauration à la Deuxième République
Dès le 10 avril 1814, le conseil d'administration du Prytanée se rallie à la Restauration. Le 23 avril, le titre de Prytanée est retiré à l'établissement, qui prend celui d'« École royale militaire ». En juillet, tous les élèves étrangers sont rendus à leur pays, et l'école d'artillerie est immédiatement supprimée. L'établissement ne compte alors plus qu'une centaine d'élèves. Une ordonnance royale du 30 juillet définit le rôle de la nouvelle école royale et militaire de La Flèche, qui « servira d'école préparatoire à l'École militaire de Paris ». En 1818, l'école de Paris est abandonnée au profit de l'École spéciale de Saint-Cyr, l'établissement fléchois conservant alors son statut. Sous le règne de Charles X, les écoles militaires sont à plusieurs reprises la cible de critiques envers leur coûts de fonctionnement, et le recrutement des élèves jugé antidémocratique.
En novembre 1830, le maréchal Gérard, ministre de la guerre, propose la suppression de l'école de La Flèche afin de recruter les élèves de l'École spéciale de Saint-Cyr directement dans les régiments, après un an de service. Le projet est abandonné, mais l'école militaire est néanmoins remplacée par un « Collège royal militaire » à la suite d'une ordonnance du 21 février 1831. L'ordonnance précise également que l'enseignement n'est plus orienté exclusivement vers les carrières militaires, mais destiné « à préparer les élèves aux diverses carrières sociales ». Le collège de La Flèche perd ainsi le privilège d'un concours spécial et d'un nombre réservé de places pour l'école de Saint-Cyr.

#### Second Empire
Peu après l'avènement du Second Empire, l'établissement recouvre son appellation de « Prytanée ». Un décret impérial du 23 mai 1853 organise le recrutement et l'instruction du Prytanée, dont le programme d'études subit quelques modifications : « Indépendamment de l'éducation militaire, une instruction littéraire et scientifique assez étendue sera donnée aux élèves pour leur permettre d'obtenir le diplôme de bachelier ès sciences et spécialement de se présenter avec succès aux concours d'admission à l'École impériale polytechnique et à l'École impériale militaire. » Le ministre de la guerre Armand Jacques Leroy de Saint-Arnaud rend visite officielle au Prytanée marquée par la remise d'un drapeau à l'établissement.
Dès le début de la guerre franco-allemande de 1870, l'ensemble du personnel militaire de l'établissement rejoint les différents corps d'armée. Le général Lefevre, commandant le Prytanée, est chargé en octobre 1870 de former un camp d'instruction à Montpellier. Dans le même temps, une ambulance est installée au Prytanée pour soigner les blessés, qui sont au nombre de 670 à la fin de l'année 1870. Alors que 86 d'entre eux s'enrôlent dans l'armée, les élèves du Prytanée se distinguent dans les combats contre les Prussiens quand ceux-ci arrivent à La Flèche le 19 janvier 1871. Le sous-lieutenant Richard, élève au Prytanée, est blessé mortellement au cours de l'un de ces combats.

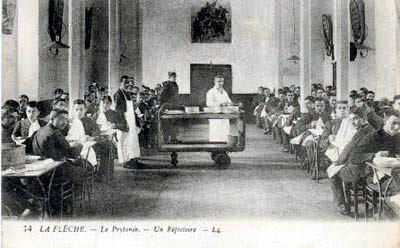
Carte postale des années 1900, qui présente des brutions au réfectoire.

#### Troisième République
« Laissez le Prytanée, fermez ses portes, faites ce que vous voudrez de ses vastes bâtiments et de ses immenses jardins, et placez ses pensionnaires embataillonés dans vos lycées ordinaires, à proximité de leur famille. »

— Le Petit Journal, 19 février 1886
Pendant les vingt années qui suivent la chute du Second Empire, plusieurs projets de réorganisation de l'école ou d'élargissement du recrutement se succèdent sans être menés à bien. Le Prytanée subit à nouveau des attaques, dont certaines sont formulées en 1878 par Léon Gambetta, président de la commission du budget, qui justifie une réduction des crédits accordés par l'État à l'établissement par le fait que la dépense par élève y est plus élevée que dans les autres lycées. En 1900, le député Flaminius Raiberti, à qui avait été commandé un rapport sur le fonctionnement de l'école, qualifie l'école de « survivance du passé, de maison glorieuse, qui n'a plus de raison d'être aujourd'hui ». Quelques semaines plus tard, le général André, ministre de la Guerre, confirme devant le Sénat la menace qui plane sur l'établissement, en précisant que « les résultats donnés par cette école ne paraissent pas en rapport avec les sacrifices qu'elle coûte au pays ». Le conseil municipal fléchois se mobilise pour sauvegarder le Prytanée, et reçoit le soutien du député de la Sarthe Paul d'Estournelles de Constant et d'Antoine Jourde, député de la Gironde et ancien élève de l'établissement.
Le 1er juin 1901, sur la sollicitation des élus sarthois, le président Émile Loubet rend visite au Prytanée, avant d'inaugurer le service de distribution d'eau potable de la ville de La Flèche. Accompagné du général André, de Joseph Caillaux, ministre des finances ainsi que de Paul d'Estournelles de Constant, il passe en revue les élèves de l'établissement et procède à une remise de médailles avant d'assister à une démonstration d'exercices de gymnastique donnée dans le parc. Lors de cette journée, le président de la République rassure les dirigeants du Prytanée quant à l'avenir de l'établissement, en affirmant que la visite « prouve que le Prytanée a sa raison d'être et que son existence n'est pas en péril », tout en précisant que « des modifications de travail y seront seules introduites ». Bien que le président de la république ait promis le maintien du Prytanée, les attaques envers l'école ne cessent pas. En 1902, treize députés déposent une proposition de loi visant à supprimer le Prytanée pour affecter ses bâtiments à une école d'agriculture comportant une annexe de menuiserie. La proposition n'aboutit pas, mais l'avenir du Prytanée demeure menacé chaque année lors de la discussion du budget du ministère de la Guerre à l'assemblée.

La même année, le commandant du lycée, le lieutenant-colonel Terme, étant en butte à des intrigues, le capitaine Humbert — chargé de la direction de l'Infanterie au ministère de la Guerre — diligente une enquête, confiée au général Castex. Opposé au fichage systématique des officiers français grâce aux renseignements issus du Grand Orient de France, qui vient de débuter au ministère, et ayant lu le rapport du général, Humbert conclut :

« Sous les prétextes les plus lâches, dans un esprit d'envie et de jalousie, le commandant X et le lieutenant Y ont mené une campagne épouvantable contre leur chef, le colonel Terme. Ils ont détruit à La Flèche tout esprit de discipline, ont pratiqué la dénonciation anonyme dans tout ce qu'elle a de plus honteux et, se sentant soutenus par certains hommes politiques appartenant aux loges dont ils font partie, ils ont tout bravé depuis plus de six mois. De tels officiers font le plus grand tort à la cause républicaine dans l'armée, pour laquelle nous luttons ici avec la dernière énergie et il est fâcheux que des postes de choix soient conservés par des hommes dont la position à donner serait la retraite et la non activité. Les officiers réactionnaires et cléricaux doivent, quand ils manquent à leur devoir, être frappés avec la dernière énergie, mais les brebis galeuses, et il y en a beaucoup qui se sont glissées dans nos rangs depuis un certain temps, doivent aussi être frappées avec une même énergie. Je demande en conséquence et cela dans l'intérêt de l'armée et de la justice, de mettre le commandant X en retraite d'office et d'approuver les autres mesures proposées par la direction de l'infanterie. »

Cette note déclenche de vives protestations de la part desdits hommes politiques francs-maçons (non identifiés) et des ennemis d'Humbert. L'arbitrage d'André est sans appel : le chef du cabinet civil, Cazelles, autre opposant aux fiches, doit quitter son poste et Humbert est expulsé du cabinet militaire, permettant à André de faire taire les voix discordantes à l'intérieur de son cabinet.
L'application de la loi de séparation des Églises et de l'État, votée en décembre 1905, entraîne le remplacement des sœurs de Saint Vincent de Paul, qui tenaient l'infirmerie du Prytanée depuis 135 ans, par un personnel laïc,. Le 20 juin 1908 s'ouvrent les festivités célébrant le centenaire du Prytanée, qui s'étalent sur trois jours. À cette occasion, le général Lavergne, président de l'Association des anciens élèves, inaugure une plaque sur la route de Saint-Germain-du-Val, à l'endroit où le sous-lieutenant Richard est tombé lors des combats face aux Prussiens en janvier 1871. Un décret du 29 septembre 1910 réaffirme l'existence du Prytanée, tout en apportant des modifications à son fonctionnement : la classe de septième, située en dehors de l'enseignement secondaire, est supprimée, tandis que l'effectif des élèves pensionnaires n'est plus limité, de manière à augmenter les recettes.

#### Le Prytanée pendant la Première Guerre mondiale
Dès le 30 août 1914, moins d'un mois après le déclenchement de la guerre, le service de santé de la 4e région militaire occupe les locaux du Prytanée, qui est alors transformé en hôpital militaire,. Le conflit entraîne dans un premier temps la prolongation des vacances scolaires et l'établissement ne rouvre ses portes qu'au début du mois de décembre 1914, alors que les blessés sont répartis dans les autres formations sanitaires de la ville. Le nombre d'élèves baisse considérablement, en raison de l'engagement de certains d'entre eux, tandis que d'autres ont abandonné leurs études pour rejoindre leur famille. Le nombre des candidats à l'admission au Prytanée diminue de moitié entre le début et la fin de la guerre. De la même manière, le personnel militaire de l'établissement est presque entièrement remplacé après la mobilisation par des officiers retraités ou grands blessés.
La première guerre mondiale coûte la vie à 721 membres ou anciens membres du Prytanée, parmi lesquels 10 officiers généraux, 28 colonels ou encore 61 commandants.

#### L'entre-deux-guerres
Le 5 août 1919, le porche et la chapelle sont classés au titre des monuments historiques. Par la suite deux inscriptions viendront compléter cette protection : en 1933 pour les façades et toitures des bâtiments de l'ancien collège et en 1994 pour l'ensemble de l'aile sud de la Cour d'honneur.
Dès la fin de la guerre, une souscription est lancée par l'Association des anciens élèves pour financer l'érection de tables commémoratives. Elles sont inaugurées le 18 juin 1922 par le ministre de la Guerre André Maginot. La croix de guerre est décernée à l'établissement par un décret du 20 septembre 1926. Elle est remise à la cravate du drapeau de l'école le 7 mai 1927 par le ministre Paul Painlevé, en compagnie du général Adolphe Guillaumat, ancien commandant du Prytanée de 1908 à 1910.
En 1921, les bâtiments désaffectés de la caserne du 117e régiment d'infanterie, construite en 1876 dans la rue de la Tour d'Auvergne, à la sortie de la ville, sont annexés au Prytanée. Les classes secondaires y sont progressivement transférées tandis que les classes préparatoires demeurent dans les bâtiments de l'ancien collège. En 1944, l'annexe de la Tour d'Auvergne est rebaptisée « quartier Gallieni », en hommage au général Joseph Gallieni, ancien élève de l'école.
Le 11 juillet 1935, le général Julien Dufieux préside la cérémonie de remise de la croix de chevalier de la Légion d'honneur au drapeau du Prytanée, à l'occasion du centenaire de la fondation du prix d'honneur au sein de l'école.

#### Le Prytanée pendant la Seconde Guerre mondiale
L'année scolaire se termine au Prytanée quand survient l'attaque allemande en mai 1940. Le 14 juin, la direction de l'établissement annonce le repli du Prytanée vers la commune de Billom, située dans le Puy-de-Dôme. L'évacuation commence le 16 juin avec le départ des élèves et des professeurs à bord d'un train en gare de La Flèche. L'avancée des Allemands retarde le convoi, qui n'arrive à destination qu'après deux semaines de voyage : le 19 juin, la présence de l'armée d'occupation à Billom fait envisager un repli sur Tulle. Le convoi reprend sa route et atteint Bordeaux le 20, puis Biarritz le 22, où le Prytanée s'installe provisoirement, les élèves étant accueillis dans les locaux d'une colonie de vacances, tandis que les professeurs sont logés dans un hôtel. L’armistice est signé le jour même. Les Brutions séjournent à Biarritz pendant quatre jours avant de connaître leur destination définitive. Le train repart le 27 juin en direction de Toulouse puis vers la mer Méditerranée. Le convoi atteint finalement Billom le 30 juin, date à laquelle débute l'installation du Prytanée dans les locaux de l'école militaire de la ville.
À La Flèche, les Allemands réquisitionnent les bâtiments du Prytanée pour y loger les soldats en garnison. Un certain nombre d'employés sont maintenus dans les locaux de l'ancien collège pour assurer l'entretien des bâtiments et du matériel. L'annexe de La Tour d'Auvergne est rebaptisée « Barbara Kaserne » au mois de novembre 1940.
En septembre 1940, le Prytanée s’installe à Valence, dans des casernes mises à sa disposition, pour y effectuer la rentrée scolaire. Il y reçoit les visites du général Huntziger en mars 1941 et de l'amiral Darlan en janvier 1942. En septembre 1942, le « Petit Prytanée », qui regroupe les classes de la sixième à la première, s'exile à Briançon, tandis que les classes préparatoires, regroupées sous l'appellation « Grand Prytanée », demeurent à Valence. À Briançon, les 450 élèves sont installés dans les casernes du 159e régiment d'infanterie alpine et sont encadrés par des chasseurs alpins.
En juin 1943, le commandement allemand qui installe de nouvelles bases d'aviation prend possession des locaux occupés par les classes préparatoires à Valence. À la demande du gouvernement de Vichy, le « Grand Prytanée » est de retour à La Flèche, dans ses locaux de l'ancien collège des Jésuites. Un partage des locaux s'opère : une ligne de séparation est délimitée à travers le parc du Prytanée, tandis que l'Armée allemande conserve les locaux de l'annexe, située rue de La Tour d'Auvergne. La rentrée des classes préparatoires à La Flèche s'effectue le 19 octobre 1943. Dès le début de l'année 1944, des élèves et des surveillants d'internat rejoignent la Résistance et les Forces françaises de l'intérieur (FFI). Au mois d'avril, un réseau de résistants fléchois en formation est démantelé après l'arrestation de son chef, le docteur Lhoste, médecin militaire, et de son adjoint, aide-comptable au Prytanée. Les deux hommes sont déportés à Neuengamme où ils meurent en janvier 1945.
En juillet 1944, le Prytanée est occupé pendant trois semaines par une formation sanitaire allemande. L'avancée des Alliés laisse entrevoir la libération de la ville et de l'établissement : les Allemands quittent La Flèche dans la nuit du 7 au 8 août 1944. Les combats se poursuivent néanmoins : le 11 août, le sous-lieutenant Paul Favre, professeur-adjoint au Prytanée, meurt sous les balles allemandes au cours d'une opération organisée par le commandant Tête, médecin de l'établissement, accompagné de plusieurs FFI. Les résistants avaient été avertis que les Allemands se rassemblaient dans un bois situé à quelques kilomètres du bourg de Thorée-les-Pins pour y détruire des munitions.
Dans le même temps, la ville de Briançon est elle aussi libérée. Le ministre André Diethelm décide le retour à La Flèche du « Petit Prytanée » le 5 janvier 1945, dans les locaux de l'annexe. Le ministre précise néanmoins que les deux établissements « demeurent entièrement distincts à tous points de vue ». Les deux établissements, Petit et Grand Prytanées, sont finalement réunis à compter du 1er août 1945 pour former une seule et même école, qui reprend l'appellation d'avant guerre de « Prytanée militaire ».

### Le Prytanée après 1945
En juillet 1949, Max Lejeune, secrétaire d'État aux Forces armées, rend visite au Prytanée pour y inaugurer les tables de marbre perpétuant le souvenir des anciens élèves morts pendant la Seconde Guerre mondiale, ainsi que pour remettre la croix de guerre 1939-1945 au drapeau de l'établissement. En 1951, le ministre Jean Letourneau inaugure le monument élevé à la mémoire de Joseph Gallieni, œuvre du sculpteur François Cogné.
Le quatrième centenaire de la naissance d'Henri IV est célébré en 1953. Une délégation paloise, menée par Louis Sallenave, le maire de la ville, est accueillie au Prytanée au cours d'une cérémonie de recueillement devant l'urne qui contient les cendres du cœur du roi dans la chapelle Saint-Louis. L'urne est ensuite envoyée à Pau le 27 juin, sous la conduite d'un détachement d'élèves du Prytanée, puis rapportée à La Flèche le 27 septembre.
En 1954, le Prytanée se voit attribuer la croix de guerre des T.O.E., en hommage aux anciens élèves morts pendant la guerre d'Indochine. La décoration est remise au drapeau par le président de la République René Coty le 11 novembre, lors de la cérémonie de commémoration de l'armistice de 1918, lors de laquelle les élèves du Prytanée ont l'honneur de défiler sous l'Arc de Triomphe. En 1958, l'établissement fête son cent-cinquantenaire et reçoit des délégations de nombreuses écoles militaires, ainsi qu'un détachement de la Garde républicaine. Le Prytanée reçoit plusieurs visites officielles de ministres de la guerre au cours de la deuxième moitié du XXe siècle, comme celle de Michel Debré en 1972, Yvon Bourges en 1980 et Joël Le Theule, ancien professeur d'histoire et géographie de l'établissement, la même année. L'école reçoit également la Reine mère d'Angleterre en 1984.
En 1974, le Prytanée devient « collège militaire » avec un statut spécial. Depuis la réforme des lycées militaires en 1982, le Prytanée, devenu lycée, prend le nom Prytanée national militaire, et se concentre sur ses deux missions principales :
- l’aide aux familles pour le cycle secondaire (des classes de seconde à la terminale) ;
- l’aide au recrutement pour les classes préparatoires aux grandes écoles militaires.

En 1983, Sandrine Mathieu, âgée de seize ans est la première élève de sexe féminin à entrer au Prytanée national militaire. Admise en classe de première, elle l'est en qualité d'externe car aucun internat n'a encore été prévu pour accueillir les jeunes filles. Le nombre d'élèves de sexe féminin grandit peu à peu et en 1996, Hélène Le Du est la première femme à recevoir le prix d'honneur.
Entre 1988 et 1994, des travaux de restauration sont menés dans l'église Saint-Louis du Prytanée, aboutissant en mai 1996 à la bénédiction de l'orgue par Michel Dubost, évêque aux armées.
En 2004, le Prytanée fête un double anniversaire : le quadricentenaire du Collège royal, et le bicentenaire du Prytanée impérial. À cette occasion, François Fillon alors ministre de l'Éducation nationale, et élu de la Sarthe, déclare que « Tant que la France vivra, le Prytanée sera ».
Un professeur retraité qui a exercé dans l'établissement entre 1979 et 2012 se suicide en 2025 à l'âge de 76 ans, après avoir été présenté à un juge d’instruction aux fins de mise en examen des chefs de viols et agressions sexuelles sur mineur de plus de 15 ans par personne ayant autorité.

## Décorations et citations à l'ordre de l'Armée reçues
- Légion d'honneur par décret du 28 juin 1935 ;

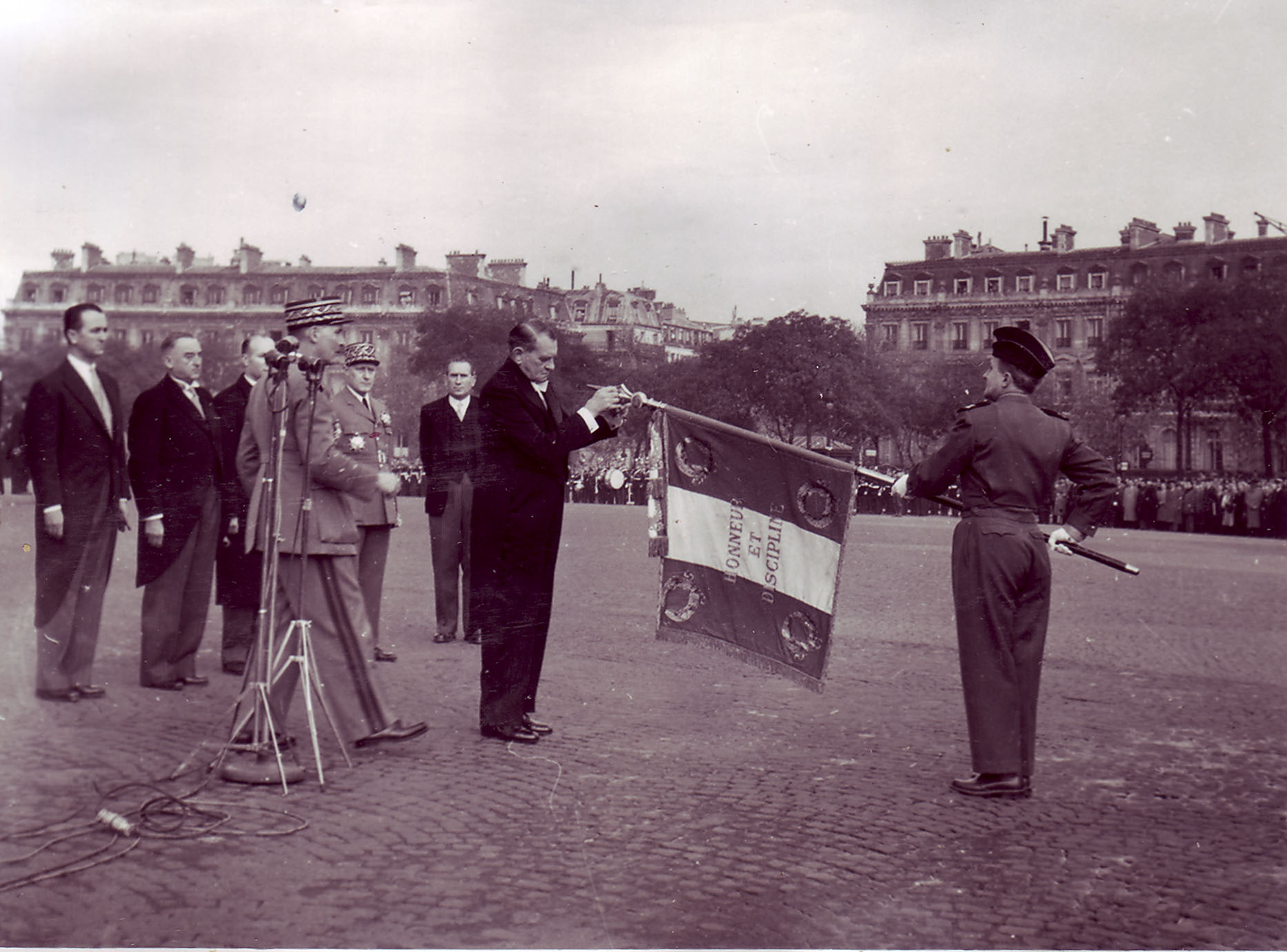
Le président René Coty remet la croix de guerre des TOE au drapeau du Prytanée national militaire.

- Citation à l'ordre de l'Armée - Croix de guerre 1914-1918 - Décret du 20 septembre 1926 :

« Le Prytanée militaire, les écoles militaires préparatoires,
Ont instruit dans l'amour de la patrie et dans le culte des vertus militaires des générations d'élèves qui ont fourni pendant la guerre une pépinière de cadres et de soldats valeureux qui, par leur héroïsme et leur abnégation, ont maintenu les hautes traditions morales que leur avaient léguées leurs aînés. »
- Citation à l'ordre de l'Armée - Croix de guerre 1939-1945 - Décret du 11 juillet 1949 :

« Le Prytanée Militaire, Fidèle à sa mission de former des hommes et des chefs, le Prytanée militaire a vu, au cours de la Seconde Guerre mondiale, ses élèves ou anciens élèves participer brillamment aux opérations qui se sont déroulées en France, en Europe et Outre-mer, ainsi qu'aux combats de la Résistance.
Dès le 2 septembre 1939, les cadres formés au Prytanée ont mené la lutte sans défaillance jusqu'à la victoire et cinq cents d'entre eux ont sacrifié leur vie à l'idéal qu'ils avaient puisé dans les traditions et l'enseignement de leur école. »
- Citation à l'ordre de l'Armée - Croix de guerre des Théâtres d'Opérations Extérieures - Décret du 11 juillet 1954 :

« Le Prytanée Militaire, 
Fidèle à sa mission séculaire, a continué à entretenir parmi ses élèves le culte de l'amour de la patrie, de l'honneur et de l'esprit de sacrifice.
A fourni depuis la Libération à nos grandes écoles militaires des contingents d'élèves-officiers d'une importance telle que les cadres qu'il forme ont pris depuis 1946 une part exceptionnelle aux opérations terrestres, navales et aériennes d'Extrême-Orient, où deux cents d'entre eux sont tombés au champ d'honneur, maintenant ainsi les traditions sacrées léguées par leurs aînés et donnant à la nation une nouvelle preuve que le Prytanée Militaire demeure un des hauts-lieux où se forge la grandeur de la France. »

## Implantation et infrastructures
Le Prytanée national militaire, qui couvre une superficie totale de vingt-neuf hectares est installé dans deux quartiers :
1. Le quartier Henri IV qui abrite les classes préparatoires aux concours d’entrée des grandes écoles militaires ou commerciales, et qui est situé au centre de la ville ;
2. Le quartier Gallieni, quartier des classes secondaires, implanté à l’entrée de l’agglomération.

### Le quartier Henri IV

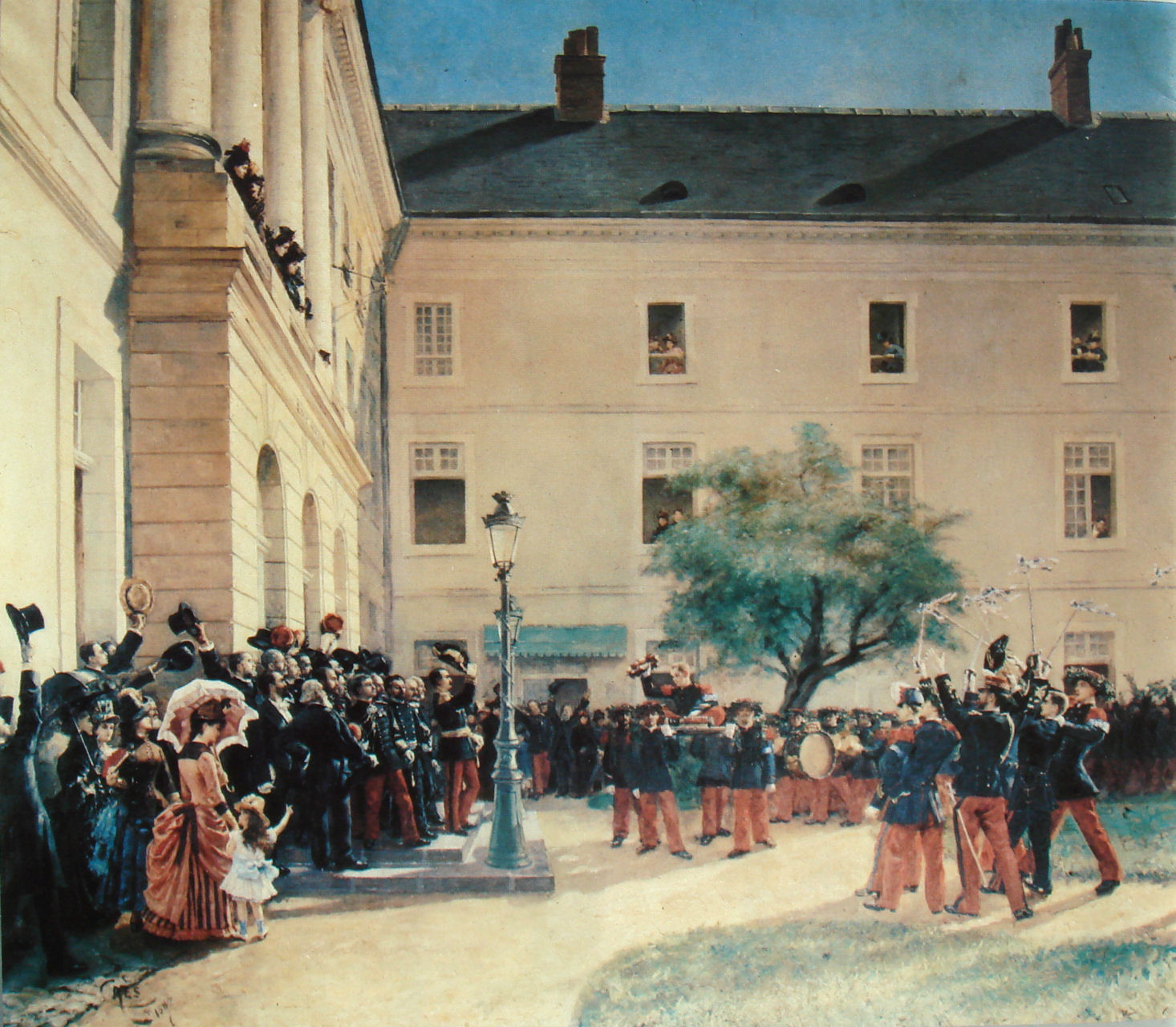
Le Triomphe du Prix d’honneur, par Charles Crès, 1887.

Classé monument historique, le quartier Henri IV est situé au centre de la ville de La Flèche. D’une superficie de seize hectares, ce monument est situé dans un cadre d'architecture classique et se présente sous la forme de trois grandes cours successives dominées par l'imposante stature de l'église Saint-Louis. Les travaux ont suivi un plan élaboré par Louis Métezeau, avec des cours en enfilade, à peu près de même grandeur. Chef-d'œuvre du père Étienne Martellange, la construction des bâtiments remonte au début du XVIIe siècle.
Ce quartier abrite aujourd’hui :
- le commandement du Prytanée (l'état-major et la direction des études) ;
- les classes préparatoires aux grandes écoles militaires (1re et 2e années), soit environ trois cents élèves avec l’environnement des classes, dortoirs, salles à manger et salles de loisirs ;
- les services qui permettent d’assurer le fonctionnement normal de l’établissement (centre médical, garage, ateliers, magasins divers) ;
- la bibliothèque et le centre de documentation (CDI) ;
- l’église Saint-Louis, construite de 1607 à 1621, qui a conservé jusqu’en 1793 les cénotaphes royaux contenant les cœurs d’Henri IV et de Marie de Médicis. Brûlés sur la place publique, les cendres avaient été recueillies par un Fléchois, et placées en 1814 dans une niche du bras nord du transept ;
- un jardin à la française, prolongé d’un parc séculaire ;
- plusieurs installations sportives : une piscine, une section équestre militaire, un gymnase et des terrains de sport divers.

### Le quartier Gallieni
Distant de neuf cents mètres à vol d’oiseau du quartier Henri IV, le quartier Gallieni est construit sur une superficie de treize hectares à l’entrée de la ville de La Flèche. À l’origine, il constituait la caserne « la Tour d’Auvergne », bâtie en 1876, pour abriter le 117e régiment d’infanterie. Il est devenu, en 1923, le quartier des classes secondaires. L’infrastructure scolaire actuelle a été réalisée à partir des années 1950.
Ce quartier abrite aujourd’hui :
- l'administration du lycée (le proviseur adjoint du Prytanée national militaire, qui est aussi directeur des études et le commandant de quartier, représentant du chef de corps) ;
- les classes de seconde, première et terminale, soit environ cinq cents élèves, qui y vivent tout au long de l’année, dans leur environnement de classes, dortoirs, réfectoire (surnommée « la graille »), le complexe sportif, les salles de loisirs et les clubs ;
- un centre de documentation et d'information (CDI) ;
- un foyer pour les élèves ;
- un complexe sportif, comprenant entre autres, un gymnase et diverses pistes ou aménagements d’athlétisme, ainsi que de nombreux clubs sportifs ou de loisirs (judo, escrime, lutte, modélisme, course d'orientation, etc.

## Classes préparatoires
Le lycée abrite des CPGE économiques et commerciales (ECE), et scientifiques (MP*, MP, PC, PSI) et CPGE lettres, préparant prioritairement aux concours d’entrée aux écoles militaires, comme l’École spéciale militaire de Saint-Cyr. Les élèves ont toutefois la possibilité de préparer également les concours d'écoles civiles de commerce ou d'ingénieurs, mais ils devront alors rembourser l'intégralité de leurs frais de scolarité au Prytanée en cas d'intégration dans l'une de ces écoles civiles.
Le Prytanée est le seul lycée militaire possédant une classe de MP*. La classe de MP* regroupe les meilleurs élèves de la filière MPSI pour leur enseigner un programme très similaire à celui enseigné aux élèves de la filière MP, mais légèrement étendu et complété par des exercices supplémentaires et plus poussés, leur permettant de préparer les concours les plus sélectifs, notamment ceux de Polytechnique ou les Écoles normales supérieures.
Le prytanée  possède également une classe CPES (Cycle pluridisciplinaire d'études supérieures).
Les résultats enregistrés aux concours de 2015 ont été les suivants : 
1. Écoles militaires :
  - ESM Saint-Cyr : 29 intégrants (8 en filière littéraire, 8 en filière économique, 13 en filière scientifique),
  - École navale : 10 intégrants,
  - École de l'air : 2 intégrants ;
2. Autres écoles :
  - Écoles civiles de commerce : 11 intégrants (dont 1 à l’ESSEC),
  - Écoles d'ingénieurs (dont l’École polytechnique[N 1]) : 25 intégrants.

## Monuments et architecture
À partir de 1607 et jusqu’en 1655, d’importants travaux d’établissement sont réalisés. En raison du fait qu’il faut acquérir les maisons environnantes une par une pour les démolir, les travaux avancent assez lentement.

### Le Portail d’honneur
Le Portail d’honneur, ou Portail royal, a été achevé en 1655. Il présente sur son fronton un buste d'Henri IV logé dans une niche et est décoré des armes royales. L’architecte de ce grand portail n’est pas connu avec certitude, bien que les derniers travaux d’inventaires menés semblent désigner Charles Cesvet.

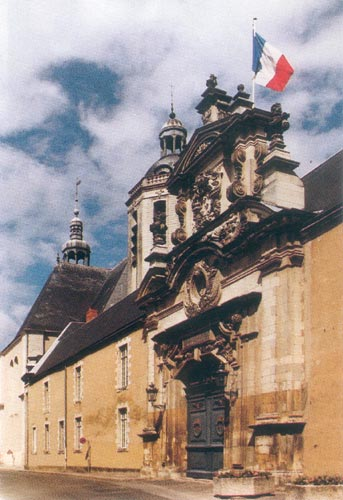
Le Portail d'honneur du Prytanée national militaire, anciennement.
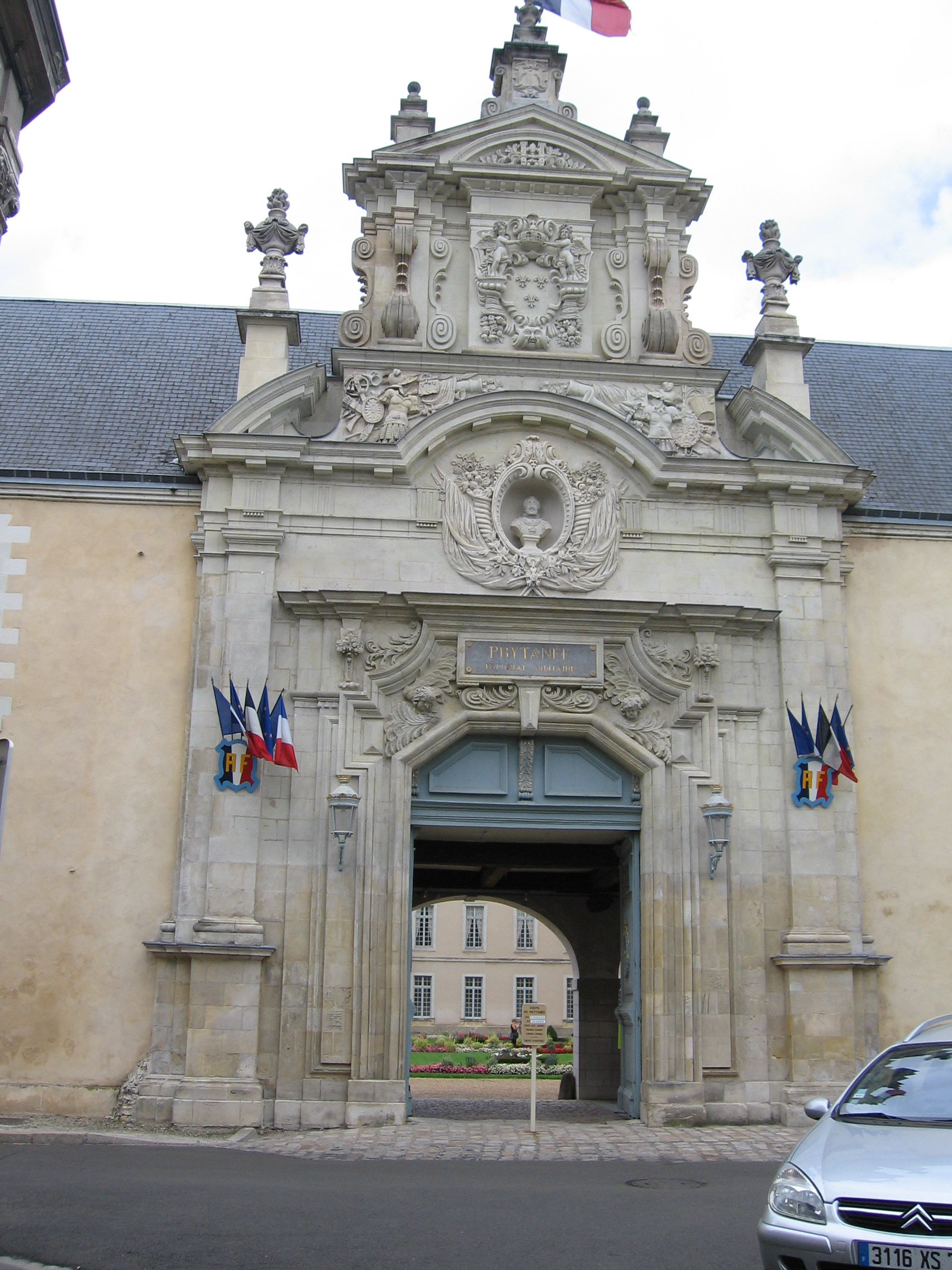
Le Portail d’honneur du Prytanée national militaire, actuellement.
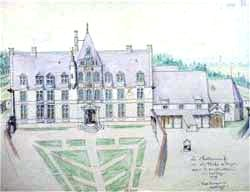
Peinture du XVIe siècle représentant le Château-neuf.
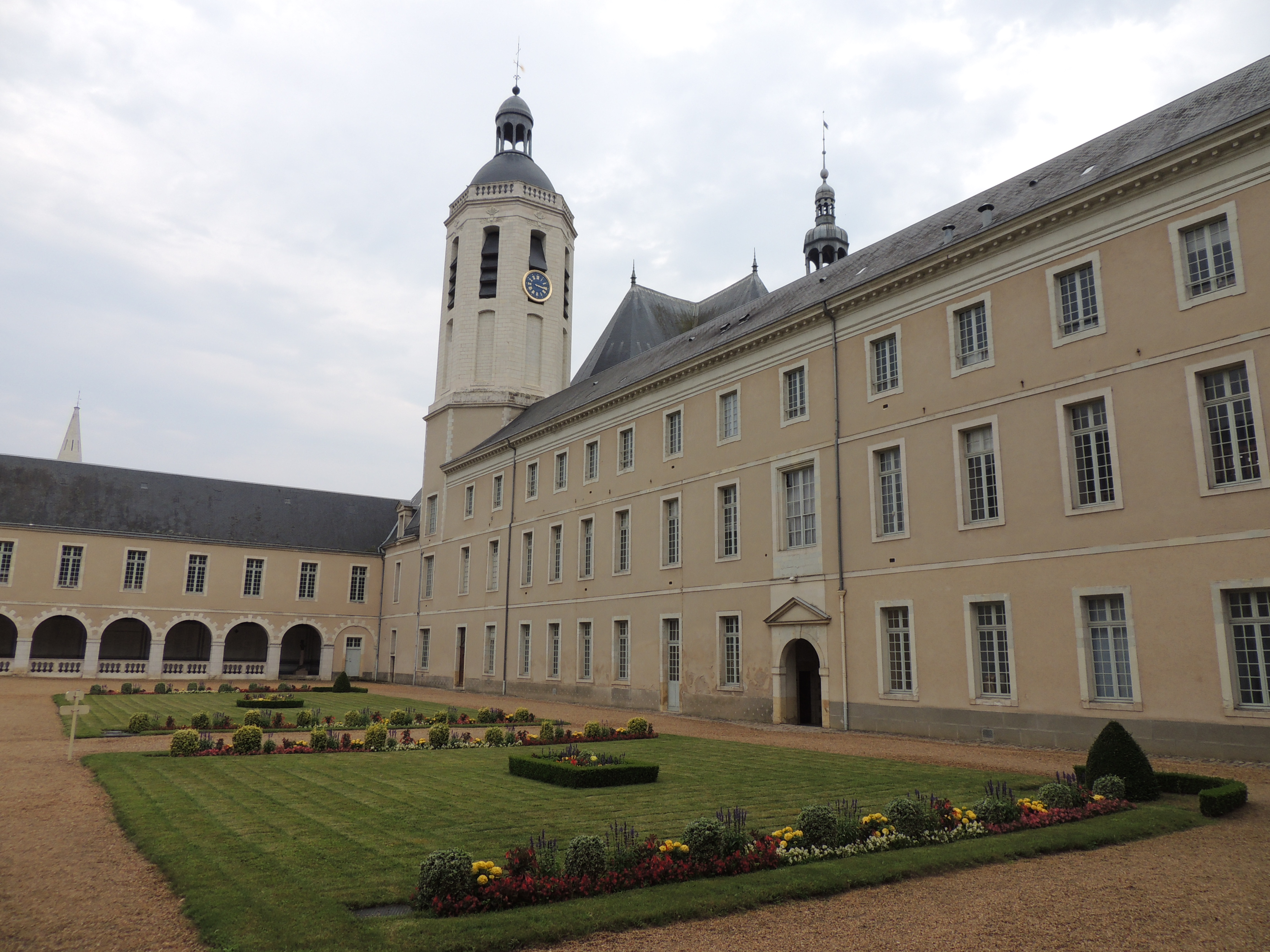
Vue de l'église Saint-Louis depuis la Cour d'Austerlitz.

### Le Château-neuf
En 1537, à la mort de son époux Charles de Bourbon, duc de Vendôme, Françoise d'Alençon fait construire, en face de l’ancien château féodal, le Château-neuf, qui est achevé en 1540.
En 1552, Antoine de Bourbon s’y installe avec Jeanne d'Albret. De retour à Pau, elle donne alors naissance au futur Henri IV, le 13 décembre 1553, ce qui alimente la rumeur concernant le fait que le roi Henri IV avait été conçu à La Flèche, dans le Château-neuf.

### L’église Saint-Louis

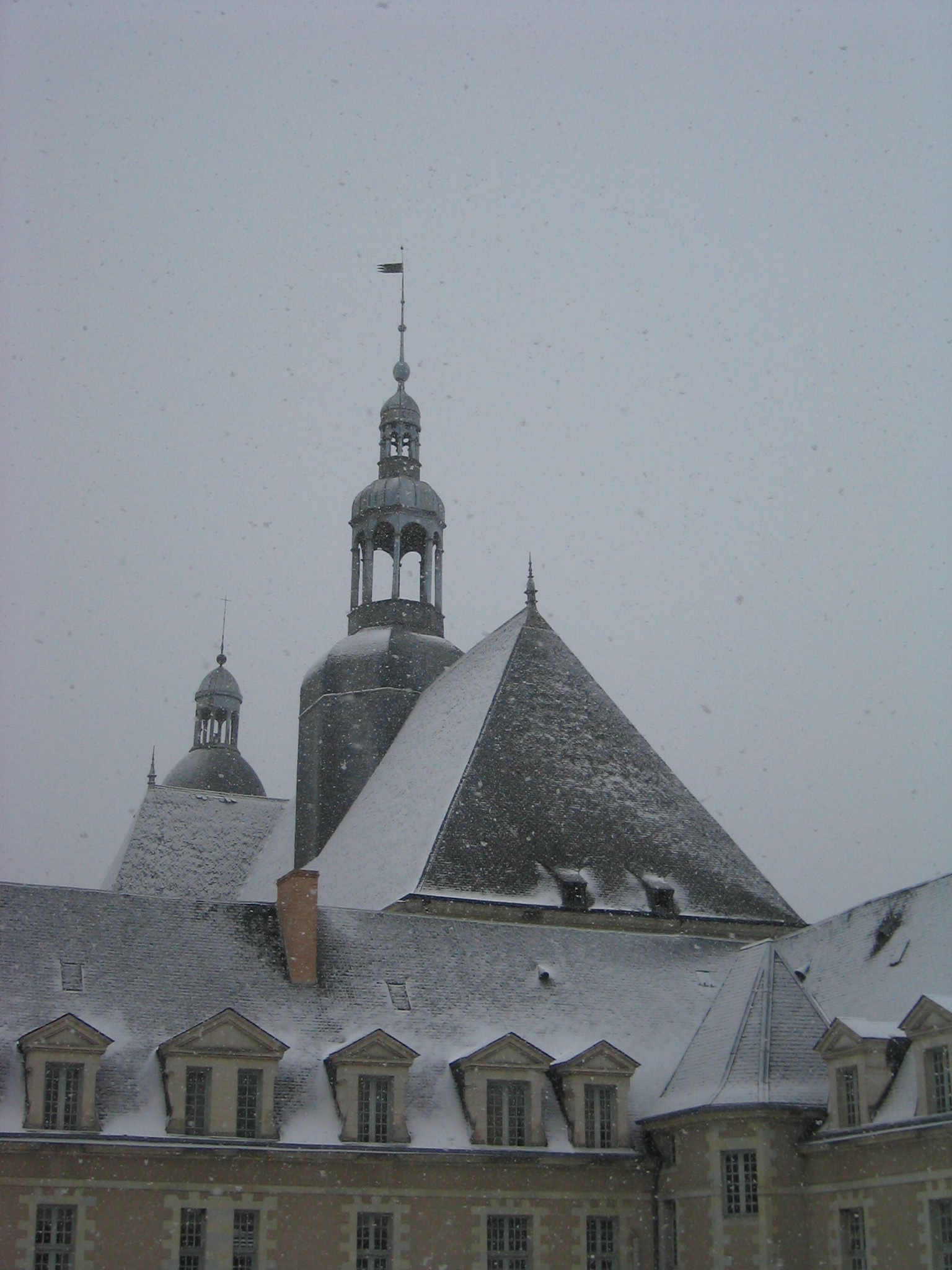
L’église Saint-Louis, vue depuis la « Cour d’Alger ».

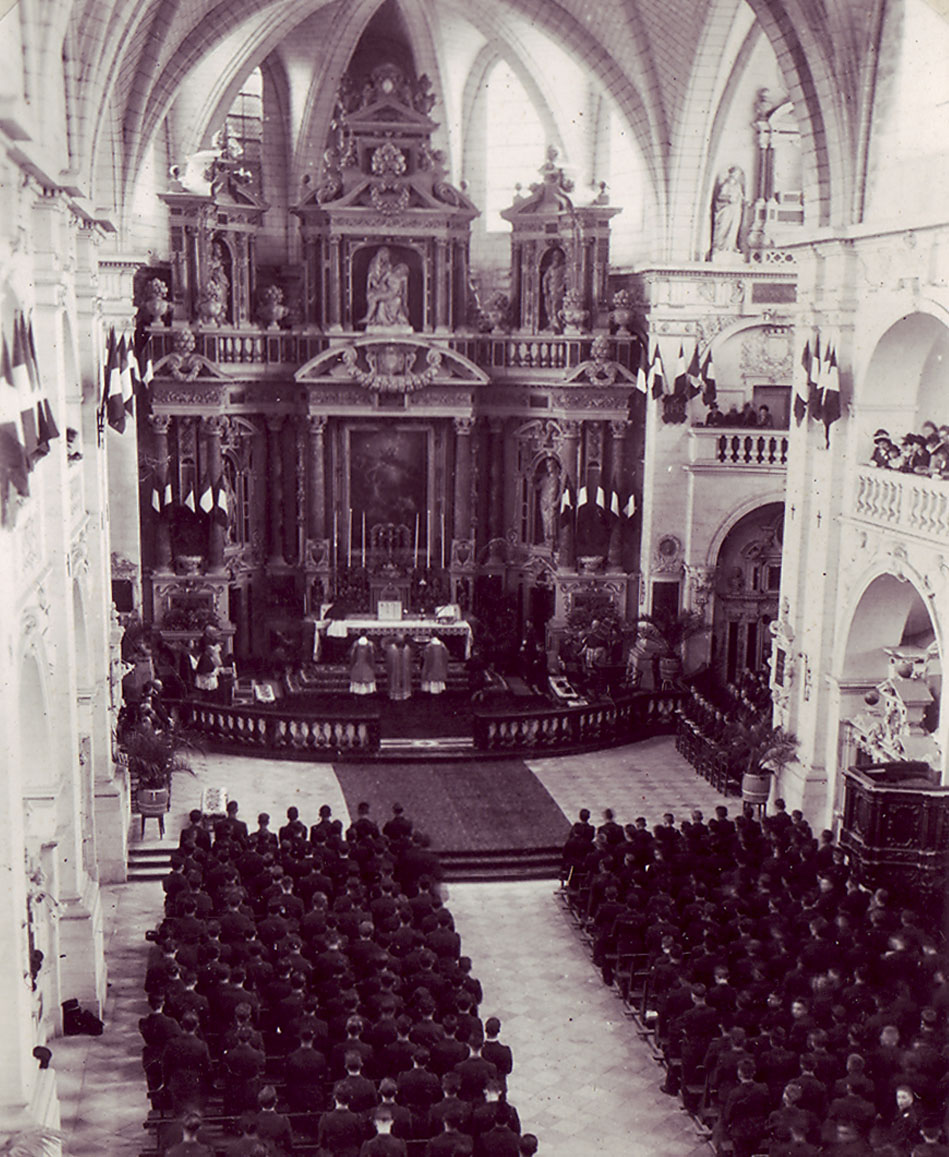
Messe dans l’église Saint-Louis, dans les années 1950.

L’église Saint-Louis, œuvre du père Ange-Étienne Martellange, est construite dans son gros œuvre de 1607 à 1621. En 1616, Guillaume Fouquet de La Varenne, est inhumé dans la crypte, et un monument funéraire lui est érigé en 1653. Le grand retable du maître-autel est exécuté en 1633 par Pierre Corbineau. L’orgue et sa tribune sont des œuvres réalisées entre 1638 et 1640 par le facteur d'orgue Ambroise Le Vasseur et l’architecte Jacques Nadreau, en remplacement de l’orgue primitif, installé vraisemblablement en 1622, et dont on ignore presque tout. En 1648, des niches sont aménagées dans la partie haute des bras du transept pour accueillir, à leur mort, les cœurs du roi Henri IV et de la reine Marie de Médicis. Les chapelles latérales sont achevées en 1655, tandis que la décoration intérieure, de style baroque n’est quant à elle achevée qu’en 1693.
En 1722, Jean Dangeville procède au relèvement de l’orgue, lui ajoute un quatrième clavier, et en augmente la puissance selon l’esthétique française de l’époque. En 1793, dans le contexte de la Révolution française, les cénotaphes royaux contenant les cœurs d’Henri IV et de Marie de Médicis sont retirés de l’église et brûlés sur la place publique (sur l'actuelle place de la Libération). Les cendres sont alors recueillies par un Fléchois, et placées en 1814 dans un reliquaire en forme de cœur dans une niche du bras nord du transept.
Au XXe siècle, l’orgue est classé monument historique et, ayant été pillé lors de la Révolution et durant une partie du XIXe siècle, fait l’objet d’une restauration en trois étapes en 1935, 1937 et 1947, permettant de conserver l’ancienne tuyauterie. À partir des années 1980, l’instrument se dégrade de nouveau, et une nouvelle restauration est effectuée de 1992 à 1996, restituant à l’instrument son lustre d’antan.

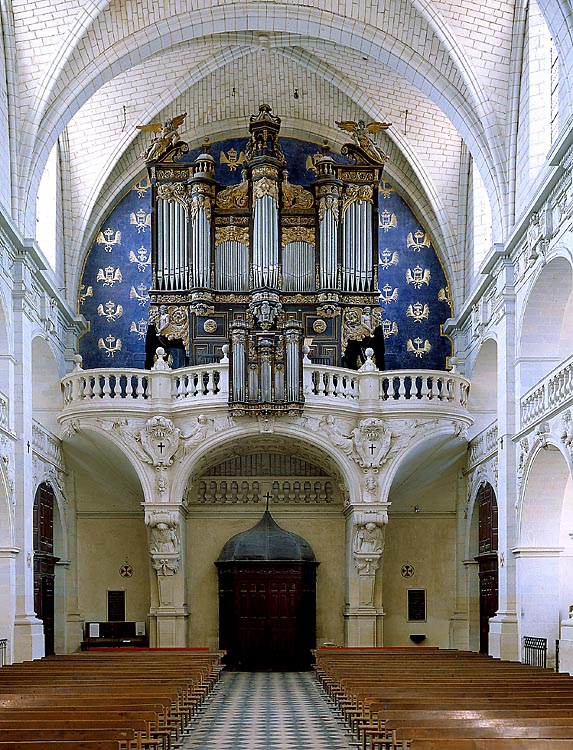
L'intérieur de l'église après la dernière restauration.

 Lors de la dernière restauration, le mur derrière les orgues firent apparaître un fond bleu avec les armes du roi.

### Les parcs et jardins
Le Prytanée dispose de plus de treize hectares de parcs et jardins. Au XVIIIe siècle, un jardin à la française est venu remplacer le jardin de style Renaissance dessiné en 1542. Au centre du jardin se trouve une fontaine, qui était à l’origine le lave-mains des pères Jésuites.
Le parc séculaire (fondus), abrite quant à lui la piscine et la section équestre militaire dans sa partie nord-ouest.

### Les cours intérieures

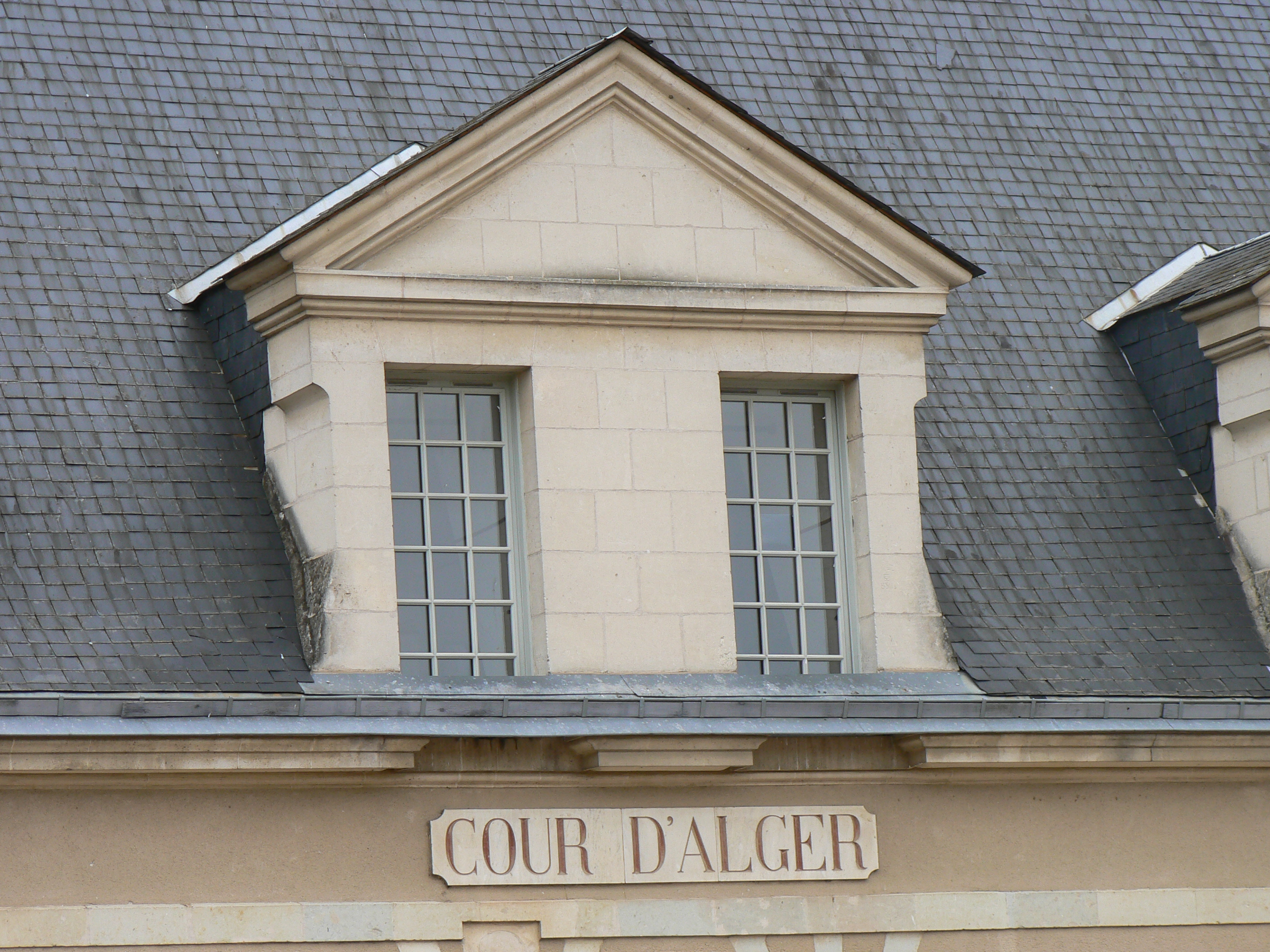
Cour d'Alger.

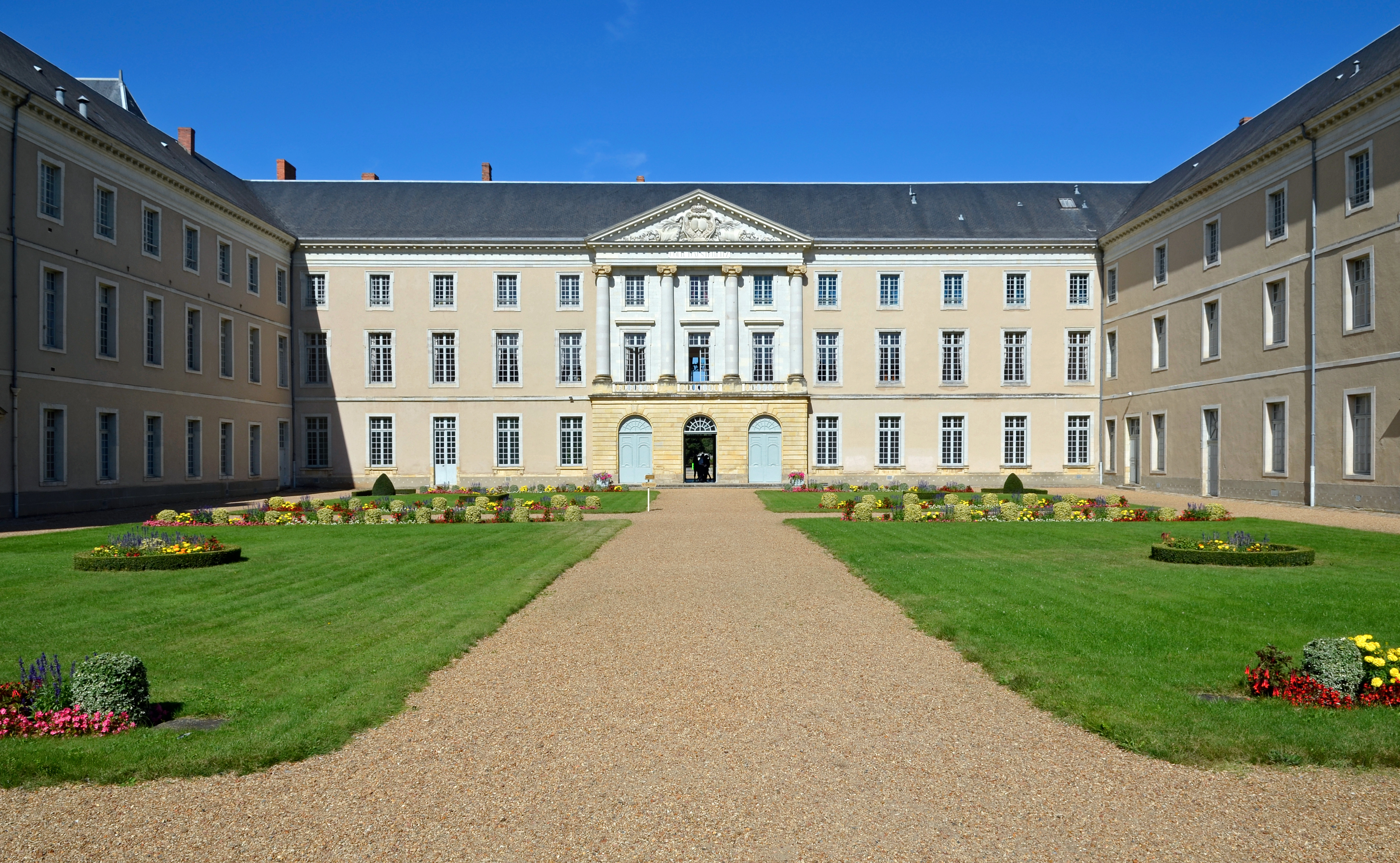
Cour d'honneur.

Le plan élaboré par Louis Métezeau, architecte du roi, présente une enfilade de trois cours successives de grandeur équivalente, et dominées par l’imposante stature de l’église Saint-Louis.
Au pied du Château-neuf se trouve la « Cour royale », également appelée « Cour des Pères » en raison du fait qu’elle abritait les religieux, achevée en 1655 en même temps que le Portail royal, (de nos jours elle se nomme « Cour d'Austerlitz », nom donné par l'empereur Napoléon III en souvenir de son oncle) ; on l'appelle encore plus simplement « Cour d'honneur », car c'est dans cette cour que se déroule la plupart des cérémonies officielles.
À l’ouest, au pied de l’église Saint-Louis et de la salle des Actes se trouve la « Cour des classes » aujourd'hui « Cour de Sébastopol », qui précède la « Cour des pensionnaires » (aujourd'hui « Cour d'Iéna-Alger »).
De part et d’autre des trois cours, se trouvent à l’est, la « Basse cour des Pères », et à l’ouest la « Basse cour des pensionnaires », aujourd'hui « Cour de Solférino », qui sont toutes deux réservées aux fonctions domestiques de l’école.

### La bibliothèque
Dès l’origine du Collège royal, Henri IV attribue aux Jésuites une dotation perpétuelle de mille écus pour l’achat de livres, si bien qu’en 1776, la bibliothèque compte déjà pas moins de 4 869 ouvrages.
La bibliothèque s’est ensuite enrichie de plusieurs fonds, notamment les dons de la famille royale et ceux de nobles ou de membres du clergé bienveillants, parmi lesquelles Marie de Médicis, le Grand Condé, le Dauphin et futur roi Louis XV, Louis XVI ou encore l’archevêque de Toulouse. Par la suite, les collections ont continué de s’accroître par les dons de différents ministères ou des legs particuliers.
Elle a la chance de bénéficier de saisies révolutionnaires et d’accueillir des fonds confisqués provenant d’abbayes locales ou d'origine parisienne, de Versailles, du Trianon et de l’université de Paris, ce qui fait qu’en 1812, au moment de son transfert à sa place actuelle, elle compte 12 000 volumes. En 2004, le fonds inventorié des ouvrages antérieurs à 1930 est riche de 22 000 titres, dont près d’un millier de volumes de l’ancien fonds jésuite, tandis que le fonds moderne postérieur à cette date contient 12 000 ouvrages, ce qui porte l’ensemble à plus de 34 000 pièces à caractère encyclopédique.
Parmi les trésors qu’elle recèle, la bibliothèque contient des incunables, dont le plus rare est l'édition illustrée des Comédies commentées de Térence, imprimé en 1496, La Cité de Dieu de saint Augustin, imprimé en 1470 et qui est son ouvrage le plus ancien, ainsi qu’un Homère et un Virgile du XVIe siècle, l’édition française du Nouveau miroir des voyages marins (1600) et le premier manuel d'architecture militaire intitulé Le premier inventaire des termes et pièces de la fortification (unicum en France) du XVIIe siècle rédigé par le père Bourdin, une bible polyglotte de 1645, et une édition ancienne du Discours de la méthode de René Descartes, l’Encyclopédie ou Dictionnaire raisonné des sciences, des arts et des métiers de Denis Diderot et Jean le Rond D'Alembert ou encore les volumes de la monumentale Description de l’Égypte.
De forme voûtée, tel un long vaisseau, sa décoration intérieure présente deux fresques des deux muses Calliope et Uranie, allégories des Lettres et des Sciences enseignées.

### Les salles et autres lieux

#### La salle des Actes
Il s'agissait d'un vaste amphithéâtre construit en 1634 par un maître charpentier de la Flèche, Thomas Belesme. C'est là que se tenaient, au temps des Jésuites, diverses représentations, dont des exercices appelés « Actes » qui donnèrent leur nom à la salle. Vers 1900 cette salle est partagée en deux niveaux pour accueillir des salles de classe et un dortoir surnommé « le dirigeable » en raison de son important volume. En 1998 celui-ci devient une salle de conférences mais conserve cette appellation parmi les élèves.

#### La salle d’honneur
Cette salle abrite les plaques sur lesquelles sont gravés les noms des élèves ayant reçu le prix d'honneur. Elle contient également une série de tableaux représentant la vie au Prytanée durant la seconde moitié du XIXe siècle.

#### La salle des généraux
Il s'agit en réalité de l'ancien parloir, qui abrite aujourd'hui une annexe du musée du Prytanée et contient des souvenirs d'anciens élèves, et notamment de généraux, d'où son nom

#### La salle des Jésuites
Achevée en 1627, elle était à l'origine la cuisine où les Jésuites préparaient leurs repas. Elle est maintenant utilisée comme salle de conseil de classe.

#### Le corridor Sidi Brahim (ou couloir des généraux)
Il s'agit du corridor, situé au rez-de-chaussée, du bâtiment principal au quartier Henri IV, sous les appartements du chef de corps (commandant de l'école) et comportant des plaques de marbres, sur lesquelles sont inscrits les noms de tous les anciens élèves ayant obtenu les étoiles de général, la distinction de maréchal ou ayant occupé les fonctions de ministres de la République.

#### Le vestibule de la Cour d'honneur
De part et d'autre, du portail d'honneur, un vestibule contient des plaques de marbre sur lesquelles sont inscrites le nom de tous les brutions militaires morts pour la France et en service.

## Traditions
En plus de quatre cents ans d’histoire, le Prytanée national militaire a vu l’ancrage de nombreuses traditions. Ces dernières sont fortement présentes et font partie de la vie quotidienne des élèves, également surnommés « brutions » ou « ñass ».
Comme pour la plupart des grandes écoles, il existe un véritable esprit de camaraderie, de loyauté, de solidarité et d'entraide entre les élèves accentué par la vie en internat de tous les élèves. Cet « esprit brution » donne au Prytanée beaucoup de son aura.

### Devises
Le Prytanée national militaire a deux devises :
- « Noblesse oblige, Bahut aussi » : elle s’inspire de la devise du « Chamborant Houzards », régiment de cavalerie ancêtre du 2e régiment de hussards. À l’époque colonel, son chef de corps et propriétaire, le marquis de Chamborant choisit comme cri de ralliement du régiment « Noblesse oblige, Chamborant autant », devise reprise ensuite sous différentes formes dans l’armée française. Elle symbolise la double abnégation de la noblesse et de l’appartenance au corps.
- « S + KOH : Soufre et potasse » : deuxième devise, qu'il faut lire « souffre et potasse ! », pour rappeler que les élèves sont là pour étudier.

### Chant de tradition: le Huron
Le chant de tradition du Prytanée est Le Huron. Selon l’historien Stéphane Tison, la musique du Huron serait due au chef de musique Jean Gurtner (1815-1900), qui la composa vraisemblablement en 1867. C’est un pas redoublé pour l’armée française. Elle n’est donc pas extraite d’un opéra éponyme d'André Grétry, Le Huron, rapporté de la Nouvelle France par des Jésuites comme on l’a souvent lu. Fausse également l’idée que le colonel Arnould, chef de musique à l’école en 1852, l’ait introduite dans le répertoire, comme il le revendique dans une lettre adressée à l'ASSOC lors du centenaire en juin 1908. Longtemps fredonné, le chant trouve ses paroles en 1939. Elles sont improvisées par des anciens, les généraux Pidoux de la Maduère (5492 A), Martin (4844 A), Demange (5033 A), et Théveney (4693 A). Le président de la revue, Pidoux de la Maduère, les compile alors pour en faire le texte encore chanté aujourd'hui,.

### Présentation au drapeau
La présentation au drapeau est la cérémonie officielle du début de l’année scolaire, au cours de laquelle les nouveaux élèves du Prytanée sont présentés au drapeau de l'école, décoré de ses croix de guerre et de la Légion d’honneur. Cette cérémonie, présidée par les autorités de l'école, prend place dans la Cour d'honneur du quartier Henri IV, le plus souvent en présence des « intégrants » (élèves ayant intégré une grande école militaire l'année scolaire précédente).

### Fête de Trime
La fête de Trime est une célébration honorant la fin de l’année scolaire, et qui dure un week-end complet, en général le dernier week-end de juin. Elle donne lieu à diverses activités (bal, sport, spectacles et remise de prix), ainsi qu’à une cérémonie militaire présidée par une autorité supérieure.
Le moment fort de la fête de Trime est le Triomphe du prix d'honneur : l'élève de classe préparatoire réputé le plus méritant sur ses deux ou trois années de travail. Placé sur un bouclier porté par plusieurs de ses camarades, il est promené en triomphe dans les jardins du Prytanée et dans le centre de La Flèche, notamment près de la statue d'Henri IV, peinte à l'occasion aux couleurs du quartier du prix d'honneur. Il est ensuite conduit vers le collège des professeurs réunis qui lui remettent le Prix du Président de la République. Puis le prix d'honneur échange sa coiffe contre le képi du général qui préside la cérémonie.
La fête de Trime se termine par le plongeon du Prix d'Honneur dans la fontaine des jésuites (ou fontaine du colonel), suivi par les autres élèves des classes préparatoires. Les élèves sont alors encore vêtus de leurs uniformes ou tenues de tradition.

### Traditions au quartier Gallieni
Les élèves des classes de seconde sont regroupés en famille suivant leur classe :
- les secondes I les « Delta » ; la génération 2022-2023 est la 32e (bretelle bleue et blanche) ;
- les secondes II les « Dieux » ; la génération 2023-2024 est la 38e (bretelles damier);
- les secondes III les « Crassus » ; la génération 2022-2023 est la 37e (créée en 1986-1987, le nom intégral, « Crassus Belli », est un jeu de mots sur la locution latine « casus belli ») (une bretelle rouge et une noire) ;
- les secondes IV les « Zulus » ; la génération 2022-2023 est la 38e (créée en 1984-1985, le véritable nom est « Zulus Nation Class ») (bretelles blanches) ;
- les secondes V les « IBS » (illimited Brain system) , la génération 2023-2024 est la 38e ; (bretelle bleue marine foncée) ;
- les secondes VI les « Soul Power » ; la génération 2023-2024 est la 31e (bretelle noire et blanche) ;
- enfin, les élèves intégrant les classes de première et terminale ont la possibilité de rejoindre une septième famille : la famille « Bizuth » (bretelle verte) ; la génération 2022-2023 est la 20e.

De la même façon que les secondes, les classes de premières et terminales avaient aussi des signes distinctifs. La première A (ancienne appellation pour le bac L) était la classe φ, la terminale A la classe Ψ. Les premières S (ancienne appellation pour la classe scientifique) étaient les ρ, la terminale D la classe Σ et les terminales C les classes ε. Les redoublants de seconde étaient des « Miteux2 », les redoublants de premières des « ρ2 ». Les « Mitheux2 » lorsqu'ils passaient en première devenaient des « 2ρ ». Aujourd'hui, les Brutions ont pour la plus grande partie conservé cette configuration :
- les premières S sont les ρ, les premières L sont les φ et les premières ES ont pour blazon un S barré d'une flèche et d'une épée ;
- les terminales S sont les ε, les terminales L sont les Ψ et les terminales ES sont les η ;
- les premières et les terminales technologiques sont les λ.

Toutefois, les cadres (la « Straβ ») ne cautionnant pas ces traditions, les élèves les affublent de l'acronyme « APLS » (« À poil la straβ »). Au Grand Bah ou au Petit Bah, tous les Brutions se voient de toute manière, attribuer officiellement un matricule (quatre chiffres et une lettre de série).
Les personnes ne souhaitant pas participer à ces traditions se font appeler « HQ » c'est-à-dire Hors-Quartier.
« Thûrnes » est la célébration de la fête de Noël, qui a lieu chaque année au quartier Gallieni, et au cours de laquelle les classes de seconde présentent des sketchs et les classes de terminales des films. Elle est clôturée par un feu d'artifice.

### La Taupe brutionne

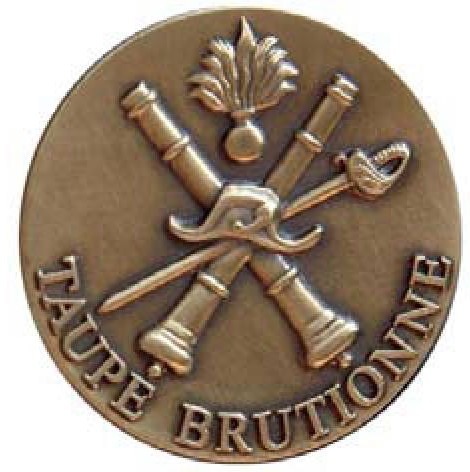
Médaille de la Taupe Brutionne.

La « Taupe brutionne » est le regroupement des élèves du Prytanée national militaire de La Flèche préparant le concours d’entrée à l'École Polytechnique et les grandes écoles d'ingénieurs militaires. Cette classe a été fondée en 1830, ce qui en fait la plus ancienne du Prytanée, et par ailleurs la plus ancienne classe préparatoire de province, après Louis-Le-Grand à Paris.
En 1917, les élèves qui jusque-là préparaient l’École navale au sein de la Taupe, ont créé la classe de « Flotte brutionne ». Les élèves de la Taupe sont traditionnellement appelés les « taupins ». Ces derniers portent un calot noir à fesse rouge.
La sainte patronne de la Taupe brutionne est sainte Barbe (fêtée le 4 décembre).

### La Corniche brutionne
La Corniche brutionne est le regroupement des élèves préparant le concours de l’École spéciale militaire de Saint-Cyr. Le mot Corniche, vient de l’endroit sous lequel le premier regroupement du genre se tenait, au collège Stanislas à Paris dès la fin du XIXe siècle.
Les « cornichons » portent un calot bleu marine à fesse bleu clair.
Depuis 1939, chaque promotion de la Corniche brutionne porte le nom d’un parrain, choisi parmi les anciens élèves de la Corniche morts pour la France. La liste des parrains était gravée sur des plaques de marbre dans l’escalier dit « des Cyrards » où étaient également disposés leurs portraits. La liste des parrains de promotion choisis depuis 2000 et celle des parrains de Corniche, dont elle hérite, s'inscrivent sur deux plaques de marbre installées sous le porche d'accès à la cour d'honneur. La Corniche s'organise en trois sections : Cyr I (sciences), Cyr III (lettres) et Cyr IV (économie).

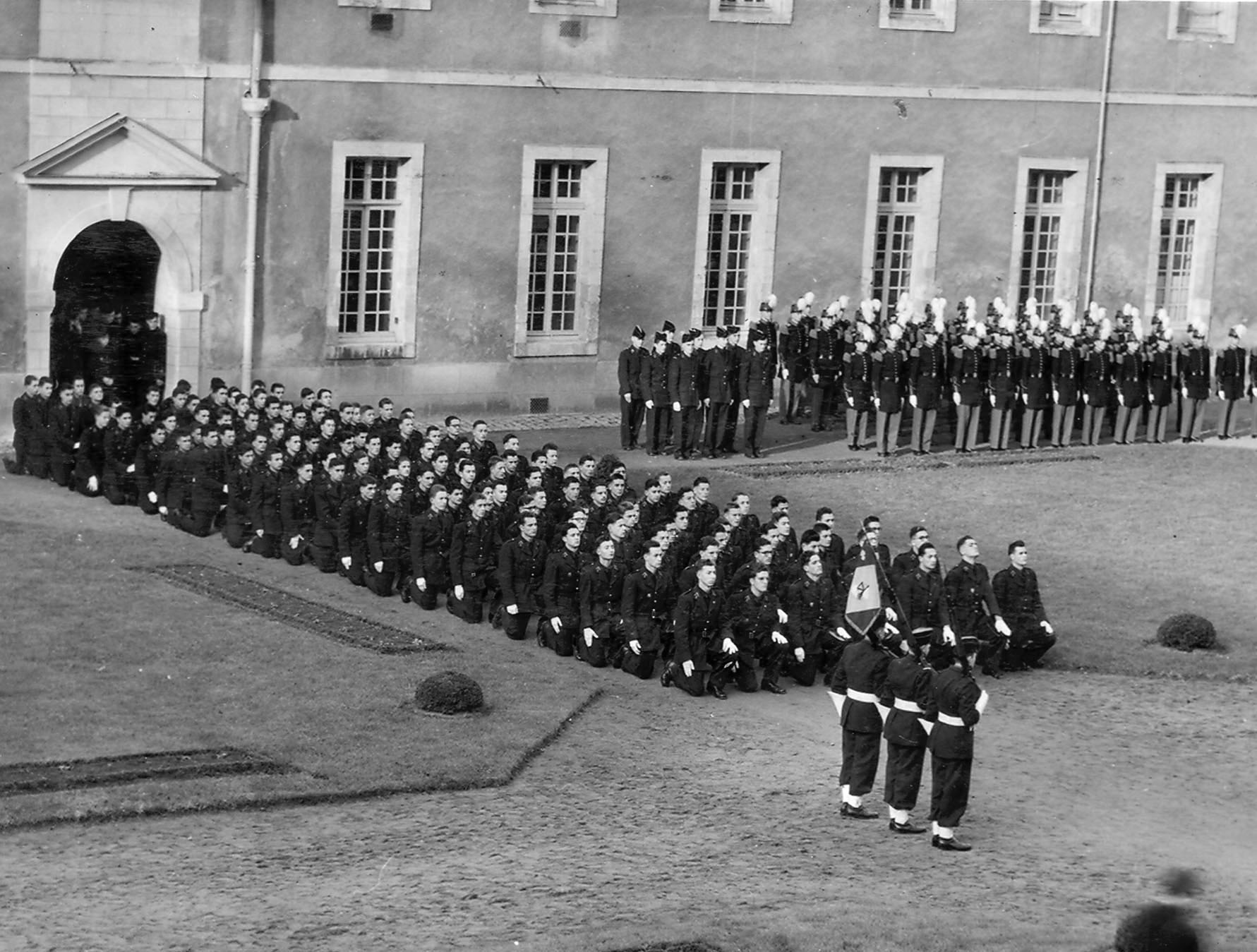
Baptême de promotion de la « Corniche brutionne » dans les années 1950.
Fanion officiel de la « Corniche brutionne ».
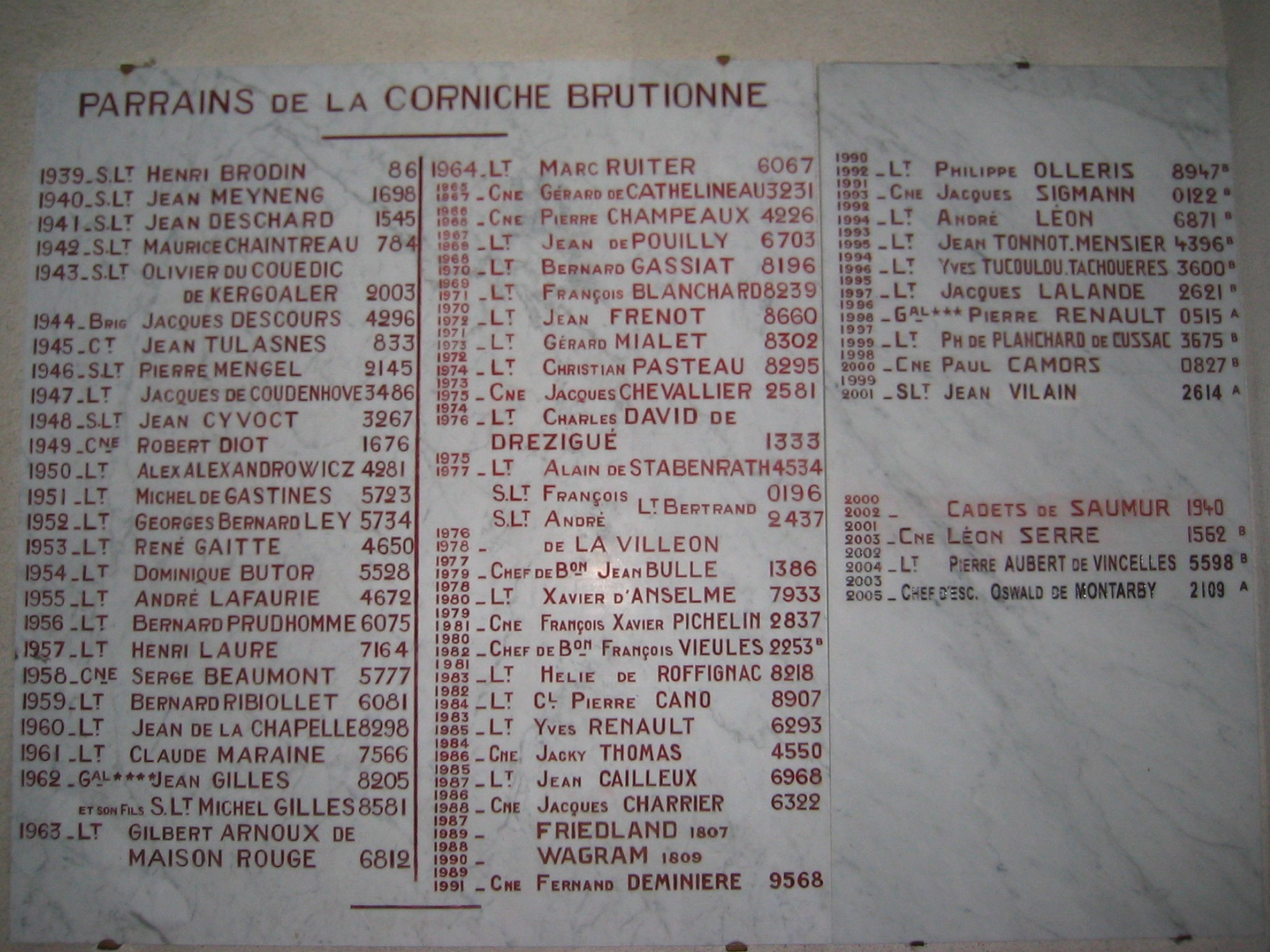
Plaques de marbre listant les parrains de promotion de la corniche brutionne.

### La Corniche féminine
À partir de l’ouverture du Prytanée aux femmes en 1983, celles-ci s’intègrent peu à peu aux différents regroupements d’élèves (« quartiers »). Certaines, préparant l'école militaire de Saint-Cyr Coëtquidan, rejoignent la Corniche Brutionne et y suivent les traditions pendant quelques années. Cependant, y étant mises à l’écart par leurs camarades, une branche spécifique se forme progressivement : la section féminine de la Corniche brutionne. En 2013, celle-ci ferme du fait d’un manque d’effectifs. Elle se reconstitue en 2015, cette fois en un quartier à part entière, appelé communément Corniche féminine.
Il regroupe donc aujourd’hui les femmes préparant le concours de Saint-Cyr Coëtquidan et dispose, à l’instar des autres quartiers, de sa propre présidente (Z) et de son Bhûral, arborant également le calot bleu marine à fesse bleu clair.

### La Flotte brutionne
Depuis 1917, la « Flotte brutionne » est un regroupement d’élèves qui préparent le concours de l’École navale au Prytanée National Militaire de la Flèche. Elle a vu passer sous ses rangs, entre autres, l’amiral Jacques Lanxade, premier amiral à avoir été chef d'État-Major des armées, les amiraux Alain Coatanea et Alain Oudot de Dainville, anciens chefs d'état-major de la Marine et les amiraux Orsini, Moulin, Coldefy, Dupont, Launay, anciens inspecteurs généraux des armées. Les élèves de la Flotte brutionne sont surnommés les matafs et portent un bachi comme signe distinctif à l’intérieur du Prytanée.
Une « Grande Ribote » a été organisée les 26 et 27 mai 2018 pour célébrer le centenaire de la Flotte,.

### Les Ailes brutionnes

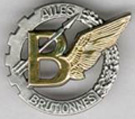
Insigne des « Ailes brutionnes ».

Les « Ailes Brutionnes » sont une association à but non lucratif d’élèves qui préparent le concours de l’École de l'air au Prytanée national militaire de la Flèche. Cette association, ainsi que les autres quartiers, est gérée par un bureau interne (dit « Bûrhal ») composé du président (dit le « Z »), du vice-président (dit le « VZ »), ainsi que d'autres personnes à qui l'on a confié un poste. Ce bureau est affilié au Bureau Général géré par le commandement. Les membres portent le calot bleu marine avec charognard de l'Armée de l'air, insigne non officiel spécifique destiné aux élèves de préparation à l'École de l'Air de Salon-de-Provence (préparation possible depuis 1935). Les élèves qui préparent « Air » sont surnommés les « Avias ».
Devise : « Faire Face » (de Georges Guynemer).

### Polémique sur les traditions
Le 27 juin 2019, les députés Bastien Lachaud et Christophe Lejeune ont déposé un rapport sur l'évaluation des dispositifs de lutte contre les discriminations au sein des forces armées. Ils pointent notamment du doigt des dérives au sein du lycée militaire de Saint-Cyr et du Prytanée national militaire, dénonçant des « traditions dévoyées ».

## L'AAAEPNM
L'Association amicale des anciens élèves du Prytanée national militaire (AAAEPNM) regroupe l'ensemble des anciens élèves de l'établissement. Elle est fondée le 16 juillet 1880 à l'initiative de Louis Vossion, consul de France, après trois tentatives avortées entre 1849 et 1874.
Elle a pour but :
1. « d'établir entre tous les anciens élèves des relations amicales et leur faciliter les moyens de se venir mutuellement en aide,
2. de secourir, dans la mesure de ses ressources, ses membres, leurs veuves et orphelins,
3. de contribuer au développement de l'éducation donnée à l'école,
4. de contribuer à la conservation, à la protection et au rayonnement moral et historique du Prytanée National Militaire. »

Elle est reconnue d'utilité publique le 3 octobre 1888.
Succédant à l'amiral (2s) Jacques Launay, son président actuel est l'amiral (2s) Hervé Denys de Bonnaventure, ancien inspecteur général des armées, et conseiller défense du CEO de MBDA.

## Personnalités liées au Prytanée

### Professeurs
- Charles Crès (1850-1907), peintre
- Henri Goelzer (1853-1929), latiniste
- Auguste Allonneau (1885-1963), mathématicien et homme politique
- Pierre George (1909-2006), géographe[92]
- Julien Gracq (1910-2007), géographe, écrivain
- Alioune Diop (1910-1980), éditeur et homme politique
- Henri Arvon (1914-1992), philosophe
- Léon Fleuriot (1923-1987), linguiste, historien
- Philippe Pinchemel (1923-2008), géographe[93]
- Jacques Heers (1924-2013), historien
- Jean-François Lyotard (1924-1998), philosophe
- Xavier de Planhol (1926-2016), géographe[94]
- Alain de Dieuleveult (1926), historien
- Joël Le Theule (1930-1980), géographe, homme politique
- Alain Ferry (né en 1939), lauréat du prix Médicis 2009
- Jacques Dalloz (1943-2005), historien[95]
- Michel Laurencin (1944-2023), géographe et historien
- Alain Giret (1944), géographe

### Élèves

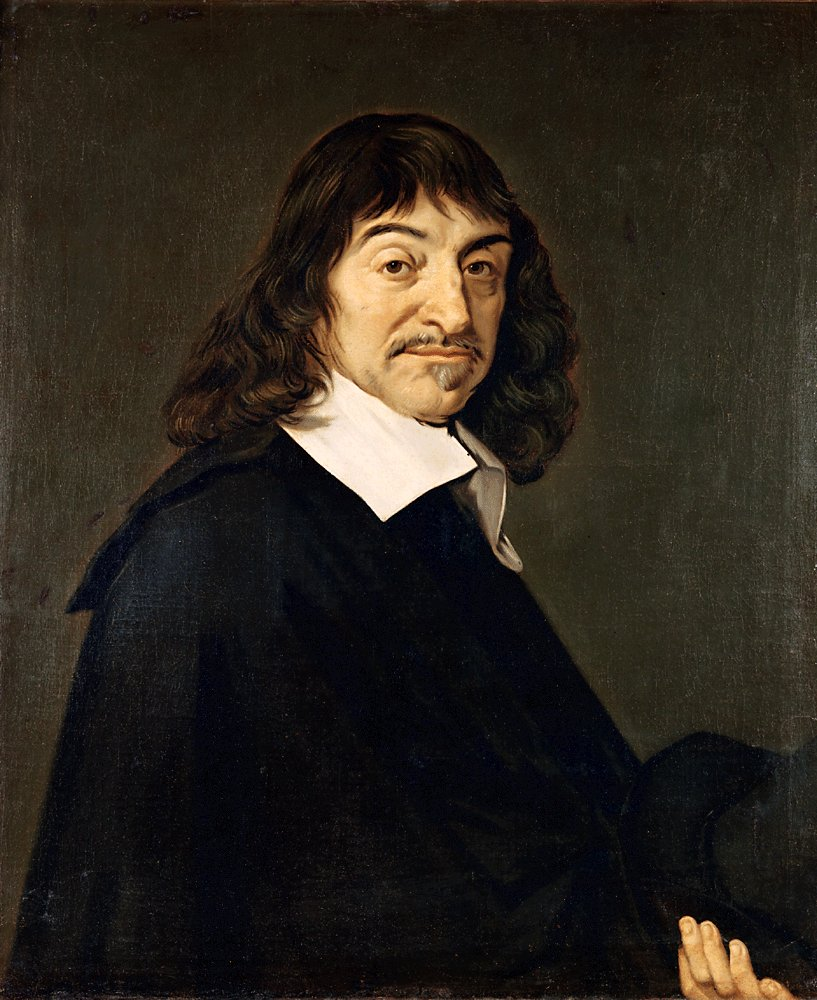
René Descartes (1596–1650).

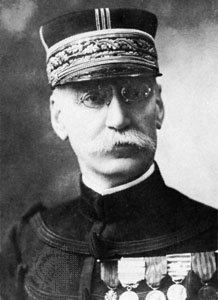
Gallieni (1849–1916).

- René Descartes (1596-1650), philosophe, mathématicien, et physicien français ;
- Jean-Baptiste Budes de Guébriant (1602-1643), comte de Guébriant, maréchal de France ;
- Jean Picard (1620-1682), astronome et géodésie ;
- François de Montmorency-Laval (1623-1708), premier évêque de Québec ;
- Jacques Fitz-James (1670-1734), duc de Berwick, maréchal de France ;
- David Hume (1711-1776), philosophe écossais ;
- Henri-Jacques-Guillaume Clarke (1765-1818), duc de Feltre, général de la Révolution et de l'Empire, ministre de la Guerre, maréchal de France ;
- Antoine Brutus Menier (1795-1853), fondateur de l’entreprise Menier ;
- Ernest Courtot de Cissey (1810-1882), général de division, ministre de la Guerre et président du Conseil ;
- Paul de Flotte (1817-1860), Lieutenant de Vaisseau, homme politique, député, écrivain ;
- Antelme-Édouard Chaignet (1819-1901), enseignant helléniste, philosophe platonicien, essayiste ;
- Joseph Gallieni (3522a) (1849-1916), maréchal de France, ministre de la Guerre, gouverneur général du Soudan et gouverneur général de Madagascar ;
- Louis-Nathaniel Rossel (1844-1871), ministre de la guerre de la Commune de Paris ;
- Georges Catroux (1877-1969), général, gouverneur général de l'Algérie, ministre de l'Afrique du Nord, juge du Haut Tribunal militaire ayant jugé les généraux putschistes d'Alger de 1961 ;
- Jacques Massu (9953a) (1908-2002), général ;
- François Missoffe (1919-2003), homme politique, ministre ;
- Maurice Ponte (1902-1983), ingénieur et académicien, considéré comme une figure importante dans le développement des radars ;
- Pierre Pouyade (1911-1979) aviateur (As aux huit victoires), résistant et homme politique français.
- Jean Tulasne (1912-1943), pilote de chasse français de la France libre, compagnon de la Libération, commandant de l'escadrille Normandie-Niémen.
- Jean Valnet (1920-1995), médecin et chirurgien militaire, phytothérapeute
- Jean-Claude Brialy (1933-2007), acteur, réalisateur et scénariste ;
- Pierre Agostini (né en 1941), prix Nobel de physique 2023 ;
- René Trégouët (né en 1940), sénateur du Rhône, président fondateur du groupe de prospective du Sénat ;
- Michel Virlogeux (né en 1946), ingénieur concepteur du viaduc de Millau ;
- Patrick Baudry (né en 1946), pilote de chasse et astronaute ;
- Antoine Compagnon (né en 1950), critique littéraire, écrivain et enseignant, membre de l'Académie française ;
- Pierre de Villiers (né en 1956), général et chef d'état-major des armées ;
- Jean-François Clervoy (né en 1958), astronaute ;
- Olivier de Germay (né en 1960), évêque d'Ajaccio puis archevêque de Lyon ;
- François Lecointre (né en 1962), général et chef d'état-major des armées ;
- Caroline Aigle (1974–2007), première femme française pilote de chasse ;
- Nicolas Vaujour (né en 1968), amiral et chef d'état-major de la Marine.

## Commandement du Prytanée et direction des études

### Commandement militaire
- 1845-1848 : général de brigade Alphonse Mayr de Baldegg
- 1899-1903 : lieutenant-colonel Louis Terme
- 1903-1906 : lieutenant-colonel puis colonel Navarre
- 1906-1908 : lieutenant-colonel Pierron
- 1908-1910 : lieutenant-colonel Guillaumat
- 1910-1913 : lieutenant-colonel Jacquot
- 1913-1914 : lieutenant-colonel Diébold
- 1914-1915 : colonel Plocque
- 1915-1917 : colonel Genot
- 1917-1921 : lieutenant-colonel Toupnot
- 1921-1925 : colonel Birot
- 1925-1930 : colonel Langlois
- 1930-1932 : colonel Masson
- 1932-1935 : lieutenant-colonel Albert Klopfenstein
- 1935-1938 : lieutenant-colonel Lacape
- 1938-1939 : lieutenant-colonel Paquelier
- 1939-1940 : colonel Bouvard
- 1940 : colonel Pailhe
- 1942-1943 : colonel de Laparre de Saint-Sernin
- 1943 : colonel Bailly
- 1943-1945 : professeur agrégé Brodin
- 1945-1947 : colonel Roucaud
- 1947-1950 : colonel Laure
- 1950-1952 : colonel Redon
- 1952-1957 : colonel Perrot
- 1957-1959 : colonel Montagnon
- 1959-1964 : colonel Jean Yvon Lavigne
- 1964-1966 : colonel (Légion) Charles Maurice Chenel
- 1966-1969 : colonel (Légion) Michel Hubert Vadot
- 1969-1972 : colonel Sartre
- 1972-1975 : colonel Monié
- 1975-1977 : colonel Roux
- 1977-1979 : colonel Chassignet
- 1979-1980 : colonel Bonhomme
- 1980-1983 : colonel Malassis
- 1983-1985 : colonel (cavalerie) André Livache
- 1985-1987 : lieutenant-colonel Chabrol
- 1987-1990 : colonel (artillerie) Michel Corrigou
- 1990-1993 : colonel (infanterie) Claude Carré
- 1993-1995 : colonel (infanterie) Jacques Richou
- 1995-1998 : colonel (artillerie) Jacques Letourneur
- 1998-2002 : colonel (gendarmerie) François Santarelli
- 2002-2004 : colonel (matériel) Jean-Jacques Paradeis
- 2004-2007 : colonel (infanterie) Patrice Belbezier
- 2007-2010 : colonel (infanterie Légion) Vincent Le Cour Grandmaison
- 2010-2012 : colonel (infanterie) Nicolas Pic[96]
- 2012-2016 : colonel (infanterie) Jacques Duffour
- 2016-2019 : colonel (génie Légion) Eric Nachez
- 2019-2022 : colonel (cavalerie Légion) Emmanuel Dosseur
- 2022-2024 : colonel (cavalerie) Hervé de Solages
- Depuis 2024 : colonel (infanterie Légion) Axel Girard

### Personnel de direction de l'Éducation nationale (détachement)
- 1981-1990 : proviseur : Daniel Planchon
- 1990-1997 : proviseur : Serge Vanhove
- 1997-2004 : proviseur : Jean Siquier
- 2004-2008 : proviseur : Alain Thomas
- 2008-2013 : proviseur : Olivier Champeau
- 2013-2016 : proviseur : Xavier Ferrand
- 2016-2020 : proviseur : Dominique Le Pors
- 2020-2023 : proviseur : Jean Stephan
- 2023-2026 : proviseur : Jean-Marc Blondelle